# Chapultepec
El bosque de Chapultepec o Chapultepec es un bosque urbano localizado en las alcaldías Miguel Hidalgo y Álvaro Obregón, en la Ciudad de México. Es el bosque urbano más grande de América Latina con 866 hectáreas y el cuarto más grande del mundo.
Es el mayor en su tipo en el hemisferio occidental, con una superficie de 866,37 ha. Está dividido en cuatro secciones y alberga algunos de los sitios culturales, históricos y turísticos más importantes de México, como el Museo Nacional de Antropología. Cuenta con tres lagos artificiales, parques, centros culturales, espacios deportivos y más de 100 monumentos. Por todo esto, constituye uno de los lugares más visitados por capitalinos y turistas. Dada la antigüedad en su ocupación humana, el Bosque es considerado una zona arqueológica donde se han hallado más de 4 mil objetos arqueológicos. Además, está incluido desde el 2001 en la lista indicativa de los bienes candidatos a ser reconocidos como Patrimonio de la Humanidad en México.

## Historia
En la zona poniente del lago de Texcoco inicia una suave pendiente que da inicio a la Sierra del Monte de las Cruces, en cuya cuenca de más de 7800 km² se encuentran bosques de fresno, encino, ahuehuetes y coníferas, además de ríos y manantiales que desembocaban en las aguas del lago, donde abundaban tulares y carrizos, así como una variedad de especies de animales lo que en conjunto constituía un ecosistema ideal en la elevación rocosa —en realidad un volcán extinto— llamada cerro de Chapultepec (en náhuatl cerro del chapulín). Este "cerro" es de los pocos promontorios elevados al centro de la Cuenca de México, además del Peñón de los Baños, el cerro de la Estrella y el volcán Guadalupe. La formación del volcán junto a la del cerro Tlapacoya, el Peñón de los Baños y el cerro Zacatépetl se originó a principios del Mioceno.
El suelo de las cuatro secciones del bosque van desde el poniente con la Formación Tarango de la Sierra del Monte de las Cruces, hasta las inmediaciones del volcán de Chapultepec, en donde hay evidencias geológicas de la intensa actividad volcánica de la Cuenca de México.
En las inmediaciones de Circuito Interior y paseo de la Reforma, en el predio llamado Subestación Diana, excavaciones de 2016 localizaron restos de megafauna como mamuts que datan del Pleistoceno.

### Época mesoamericana
Los primeros indicios de ocupación humana en la zona de Chapultepec se remontan al periodo Preclásico mesoamericano. La arqueología ha localizado restos cerámicos y diversas figurillas. Restos excavados de la zona arqueológica de Chapultepec indican posteriormente ocupación humana, con habitaciones de estilo teotihuacano, concretamente de los periodos Tlamimilolpa (225 a 350 d. C.) y Xolalpan (350 a 550 d. C.).
La historiografía registra que Chapultepec fue habitado por grupos de diversos orígenes; en el siglo XII d. C. se asentaron ahí pobladores de origen tolteca, encabezado por Huémac, emigrantes de Tula que se establecieron por un tiempo hasta la muerte de Huémac quien, ante la imposibilidad de rescatar a su pueblo del estado de decadencia, se quitó la vida en la cueva de Cincalco, hoy el túnel al elevador del Castillo de Chapultepec. A finales del siglo XIII, en las laderas de la sierra se presentaba un fenómeno un poco inusual, ya que las tierras estaban formadas por deslizamientos de arena, la cual retenía pocos nutrientes, por lo que al parecer era pobre para la agricultura y el crecimiento de plantas. 

#### Presencia mexica
Los mexicas tuvieron en Chapultepec un sitio histórico y sagrado, además de estratégico, dados los manantiales presentes en este cerro. Hacia el siglo XI esta civilización intentó fundar su altépetl definitivo en esta zona. Como parte de ello, en Chapultepec habrían ocurrido algunos hechos como la designación de Huitzilíhuitl como huey tlatoani de los mexica y el hecho referido como el sacrificio de Copilli, en la cual la dirigencia mexica convertiría a Chapultepec como su ciudad definitiva hacia un antecedente en la fundación de México-Tenochtitlan. Este sitio representaba una ventaja defensiva al aprovechar el propio cerro como punto de vigía al estar a la orilla del Lago de Texcoco y el tener fuentes de agua dulce que brotaban en la zona sur del cerro. Otros altépetl establecidos como los chalcas, los colhuas, los xaltocamecas, los xochimilcas y los tepanecas habrían impedido deliberadamente que los mexica se establecieran y se fortalecieran, por lo cual los atacaron militarmente. El único altépetl aliado mexica fue el de los cuauhtitlancalques, por lo que finalmente los altépetl aliados lograron vencer a los mexicas. Estos ataques sucesivos incluyeron la captura y el sacrificio de Huitzilihuitl y su familia por los altépetl beligerantes, la suspensión de la ceremonia del Fuego Nuevo y el desplazamiento forzado de la zona, lo que los llevó de nuevo a la peregrinación (como se muestra en la lámina 18 de Tira de la Peregrinación). Como parte de este desenlace, los mexicas habrían huido hacia el islote de Acocolco o probablemente hacia Atlacohuayan, y algunos otros fueron movidos hacia otras poblaciones como Atizapán y Contitlan.  Tras ese hecho los mexicas habrían sido desplazados en condiciones penosas hacia Colhuacan (como se muestra en la lámina 19 de Tira de la Peregrinación). 

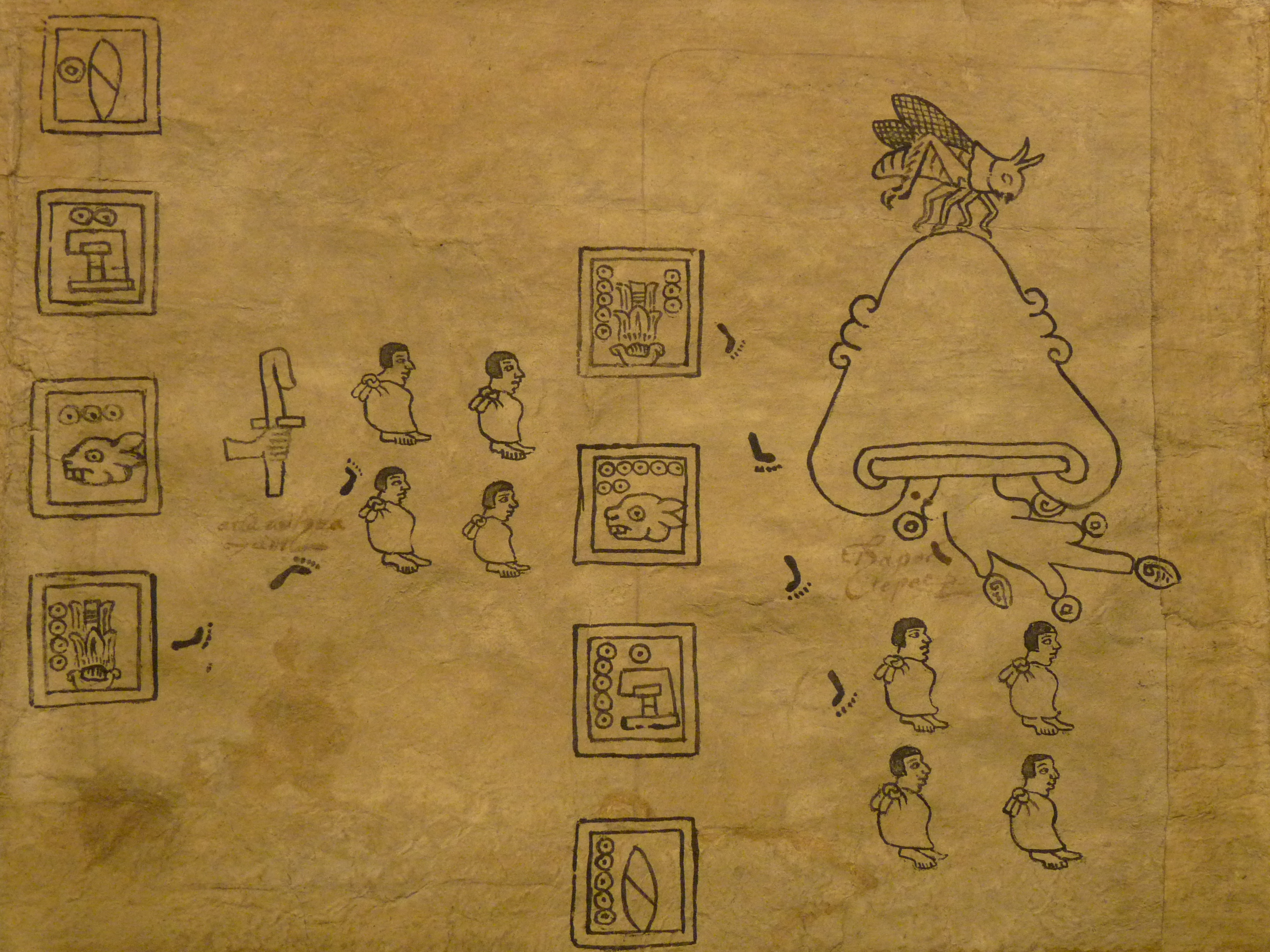
La suspensión de la Ceremonia del Fuego Nuevo o atadura de años y el desplazamiento forzado de la zona, lo que los llevó de nuevo a la peregrinación. Lámina 18 de Tira de la Peregrinación

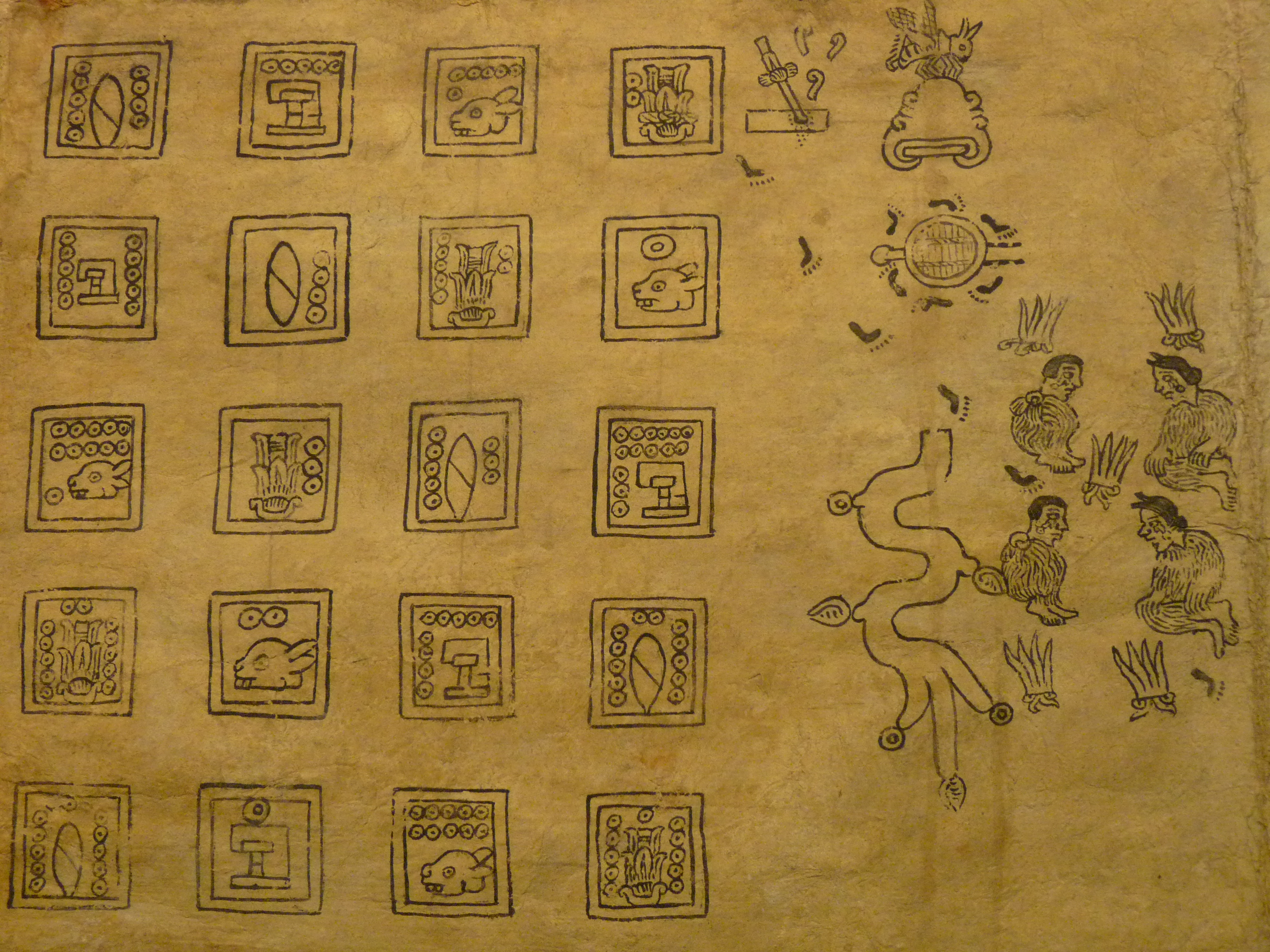
Los mexicas escondidos en el tular de Acocolco, tras su expulsión de Chapultepec. Lámina 19 de Tira de la Peregrinación.

Se menciona en la Tira de la Peregrinación que en este lugar se presentaron portentos que precedieron a la fundación de México-Tenochtitlan, como un blanqueamiento de todo lo cercano a los manantiales. Es así que al fundarse México-Tenochtitlan la zona presentaba dos asentamientos, uno en la cercana Tacubaya y el otro en la ladera oriente del cerro, en la zona cercana a la Puerta de los Leones. Es a partir de esta población que el área empieza a transformarse con los cultivos y la instauración de un jardín botánico por parte del huey tlatoani Moctezuma Ilhuicamina, mismo que ordenó plantar varios ahuehuetes en las cercanías de los manantiales que brotaban del cerro de Chapultepec, de los cuales aún quedan algunos en pie.

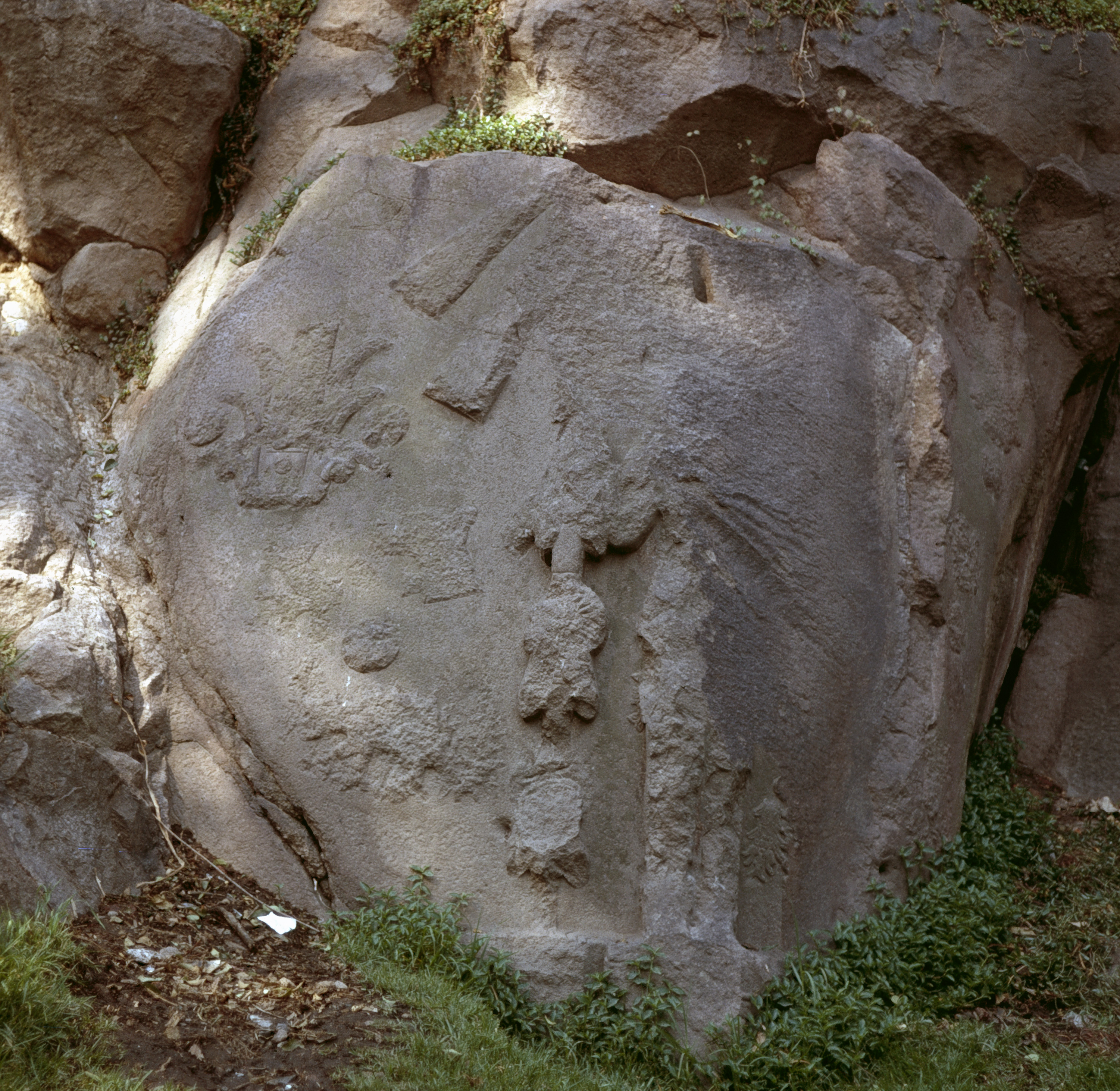
Restos de los bajorrelieves de gobernantes mexicas en el cerro de Chapultepec.

Es al parecer la primera construcción hidráulica de un acueducto de carrizo, piedra y lodo proveniente de la ladera suroriente del cerro que abastecía de agua dulce a México-Tenochtitlan que se presentó la oportunidad para los mexicas de liberarse del sometimiento de Azcapotzalco, ya que estos en un primer intento de construirlo no pudieron hacerlo y solicitando realizarla por Nezahualcóyotl (soberano de Texcoco), lo que fue tomado por el pueblo tepaneca como una afrenta. Esto desencadenó la guerra y la consiguiente victoria de la Triple Alianza, la que se volvería base para el gobierno de Texcoco-Acolhuácan, Tlacópan-Tecpanohuáyan y México-Tenochtitlan, quienes se repartieron a los pueblos que antes rendían tributo a Azcapotzalco. A más de cinco siglos de la edificación, aún se preservan cinco depósitos de vestigios de una alberca del siglo XVI que almacenaban el agua de dos manantiales. Ya bajo el control mexica, la zona de Chapultepec fue cuidada por los mexicas al ser su principal fuente de agua dulce, la cual conducían por un acueducto que corría a lo largo de la hoy llamada avenida Chapultepec. Este acueducto se basaba en la gravedad y se alimentaba de varios manantiales, los cuales eran conducidos a pozas para permitir regular el flujo por el acueducto, de estas pozas existen vestigios llamados Albercas de Chapultepec.
En la misma época se construyó en la cima del cerro un teocalli, formando una plataforma abierta en dirección al oriente,  el cual se entrelazaba con el pensamiento mexica, la observación científica de los astros y el cálculo de los ciclos agrícolas con los relatos míticos y el culto a las divinidades ordenadas del universo. 

##### Petrograbados en el cerro
Desde el siglo XV, los señores de Tenochtitlan hicieron labrar imágenes en la ladera oriente de Chapultepec; no obstante después de la conquista, por iniciativas del obispo fray Juan de Zumárraga, se ordeno su destrucción.  Actualmente solo se conserva el escultórico Moctezuma II, quien aparece portando un vistoso tocado de plumas y carga en la mano derecha el omechicahuaztli para los rituales de lluvia; a la derecha de esta figura se aprecian los restos de una gran serpiente y entre ambos, el símbolo Cé Ácatl, flecha relacionada desde la mitología tolteca con Quetzalcóatl. Se sabe que en las rocas de las faldas se esculpieron las figuras de varios gobernantes y principales mexicas como el caso de Moctezuma Ilhuicamina y Tlacaélel, estas obras fueron dirigidas y financiadas por el Huey Tlatoani de Tetzcuco, Nezahualcóyotl, al quien le fue permitido vivir en el Bosque.
El tlatoani Moctezuma, en el siglo XVII, mandó labrar su esfinge en piedra, el cual se identifica con el chimalli mexica atravesado por flechas y un pentli ladrado en la esquina inferior derecha, en donde se dice que contemplaba el movimiento solar sobre la cima del cerro de Tláloc (Texcoco).
En el siglo XVIII, se erigió un instrumento de medición astronómica, el cual tenía representadas tres flechas atadas cuyas puntas señalaban el rumbo por donde salía el sol en los solsticios y los equinoccios, en el cual se debía de pasar una cuerda atada a las flechas para proyectar la sombra indicando el mediodía, según comenta Antonio León y Gama.
Durante la conquista el acueducto fue cortado y el templo en la cima destruido.

### Época virreinal
Terminada la conquista e iniciada la reconstrucción de México-Tenochtitlan, se mandó reparar el acueducto, pero con técnicas europeas; mientras que en la cima del cerro se edificó una pequeña capilla dedicada a arcángel San Miguel.
Como único punto alto de la zona y fuente de agua, Chapultepec fue el centro de una disputa entre Hernán Cortés y la Corona Española, ya que el primero lo consideraba como parte de su Marquesado del Valle de Oaxaca, pero el rey Carlos V lo asignaría al cuidado del Ayuntamiento de México en 1530. Estos terrenos comprendían lo que hoy se conoce como Primera Sección del Bosque.

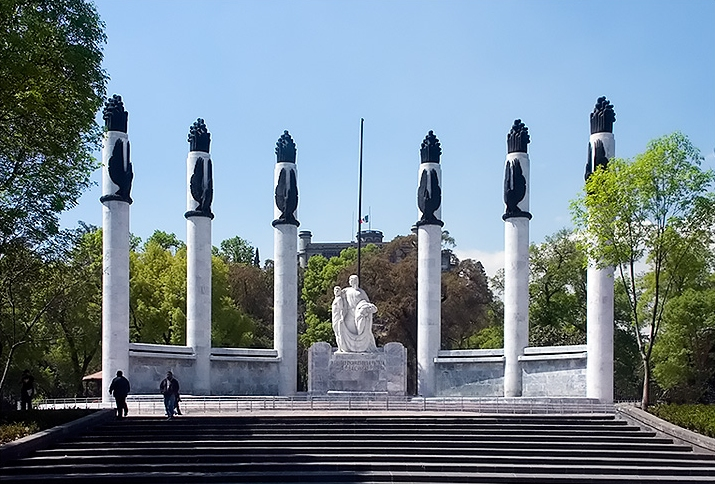
Altar a la Patria, diseñado por el arquitecto Enrique Aragón con esculturas por Ernesto Tamariz. A veces confundido como el monumento a los Niños Héroes en el Bosque de Chapultepec.

Durante el Virreinato, el bosque fue cuidado por un grupo de guardabosques que pertenecían a la policía de la Ciudad de México, pero sus inmediaciones le pertenecían a particulares y estaban bajo la administración de la ciudad de Tacubaya y de la ciudad de Tacuba. Se cree que el bosque estuvo amurallado, pero solo fue construida una pequeña casa en el costado oriente del cerro, misma que sirvió de cuartel a los guardabosques, mientras un poco más al oriente se encontraba el Pueblo de Chapultepec. Al poniente se encontraba el Molino del Salvador (hoy Molino del Rey) que, como muchos molinos de harina del rumbo, aprovechaba la caída de agua desde la sierra de las Cruces para mover las máquinas.
Chapultepec continuo surtiendo de agua a la ciudad, pero en el siglo XVI se construyó por el costado poniente del cerro, un acueducto que en primera instancia llevaba las aguas de las barrancas de Santa Fe y de Cuajimalpa hasta la fuente de la Tlaxpana junto a la Alameda Central. Fue durante esta época que el bosque y sus inmediaciones empiezan a ser usados como lugar de recreo y esparcimiento por el público en general, aunque bajo el cuidado de los guardabosques que debían velar por la salubridad del agua en los manantiales. 
Durante esta época se construye una tosca construcción en lo alto del cerro que sirve de cuartel, casamata, casa de verano de los virreyes y hasta fábrica de pólvora, misma que explota a mediados del siglo XVIII. En las inmediaciones se realizan corridas de toros, para lo cual se traen a los animales a pastar en los prados colindantes a la hacienda de los Morales, donde se trajeron bisontes desde Chihuahua para su lidia en el campo o en plazas improvisadas; estas fiestas se planeaban como parte de los actos para recibir a un nuevo virrey, conmemorar un hecho alegre de la Corona o para recaudar dinero para alguna obra pública.
Fue durante el gobierno de Bernardo de Gálvez, en 1785, que se construyeron en la cima del cerro habitaciones nuevas y más confortables para el virrey; además se realizaron obras de fortificación como el camino de acceso que terminaron por destruir la capilla de San Miguel y varios de los bustos labrados en la época mexica. Estas obras fueron motivo de murmuraciones de conspiración por parte del virrey para levantar el reino contra la Corona y hacerse nombrar Rey de la Nueva España. En esta misma época desapareció el pueblo de Chapultepec de los registros, no se sabe el motivo y poco se ha investigado, aunque se presume que las constantes inundaciones del valle debieron obligar a la población a migrar a zonas más elevadas como Tacubaya y al pueblo de San Miguel Chapultepec.

### Época independiente

#### SigloXIX
En 1806 el Ayuntamiento de México adquirió los derechos sobre las construcciones de la cima del cerro, las cuales habían quedado abandonadas y saqueadas, para dedicarlas a un cuartel militar.
En 1843 el Colegio Militar fue trasladado a la construcción de la cima del cerro que para entonces servía como cuartel militar. Así es como el 11, 12 y 13 de septiembre de 1847 se dieron varias batallas en las inmediaciones del cerro de Chapultepec de la guerra mexicana-estadounidense, siendo las más conocidas la del Molino del Rey, la de Casamata al poniente del cerro y la toma del Colegio Militar, donde varias unidades como el Batallón Activo de San Blas y los Cadetes del Colegio Militar se distinguieron en las acciones. Aunque la batalla del día 13 terminó en las faldas de la Ciudad de México, en la aduana de Belén ubicada en las confluencias de las actuales avenidas Chapultepec y Bucareli. Al parecer los cuerpos de los muertos provenientes de ambos ejércitos fueron enterrados por los estadounidenses en las planicies norte y poniente del cerro.

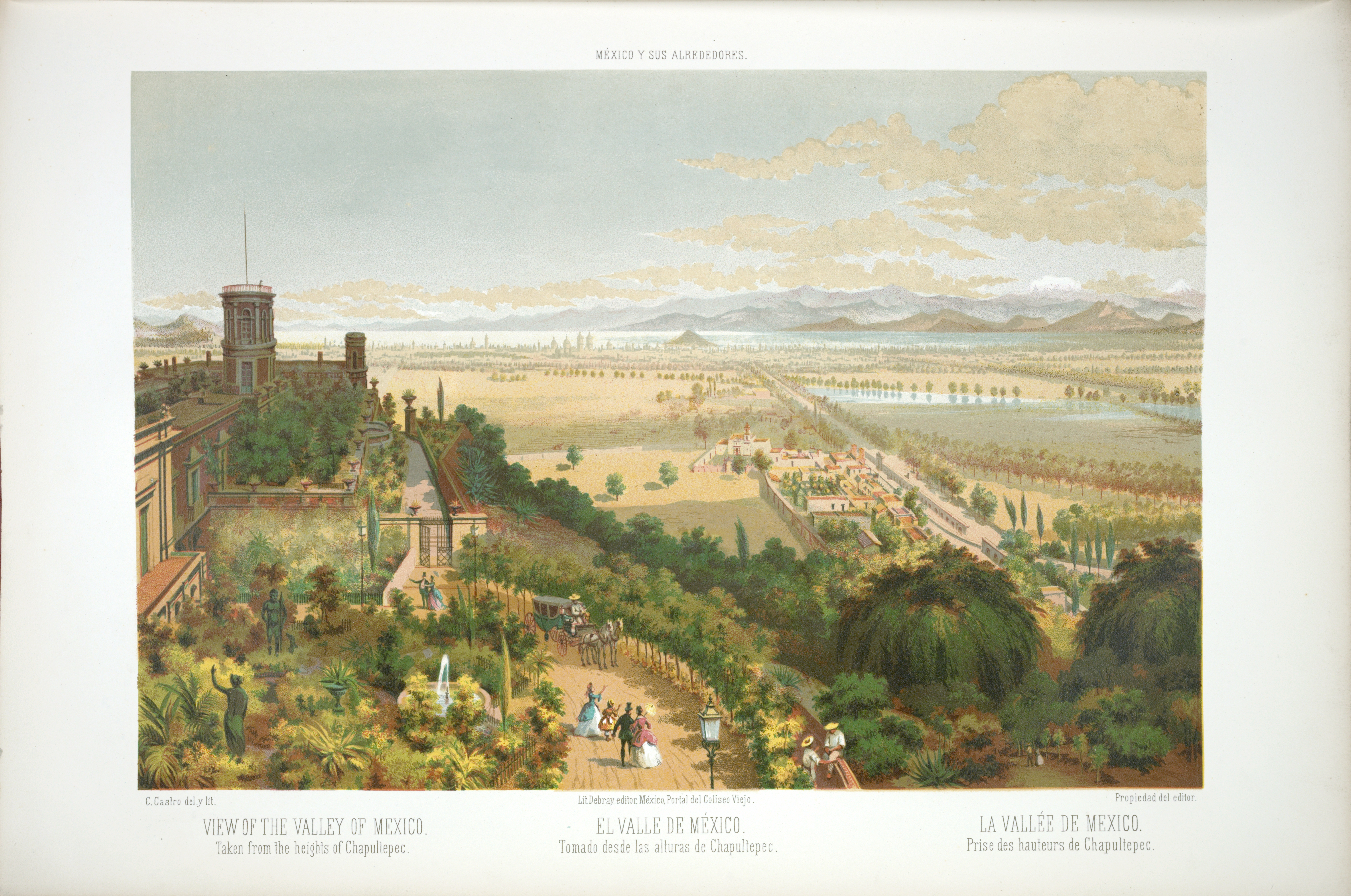
El Valle de México desde Chapultepec (Ciudad de México) 1850 por Casimiro Castro

Terminada la guerra, el Colegio Militar siguió funcionando hasta el inicio de la guerra de Reforma, pero ya sin cuartel militar. Por eso el bosque quedó semi abandonado, lo que generó una zona de refugio para los delincuentes que atacaban a los viajeros que debían ir por el camino de Tacubaya que pasaba al oriente del cerro. Por esta misma época se reforzaron las noticias sobre ataques de bestias salvajes en el bosque y las inmediaciones del mismo, sobre todo al poniente del bosque donde inician las barrancas de la sierra de las Cruces. En 1853, en el surponiente del cerro, es construido el rancho de la Hormiga por el médico de origen panameño José Pablo Martínez del Río.
Durante el Segundo Imperio Mexicano, el bosque fue seleccionado por los emperadores como ubicación de un palacio imperial, mismo que debía ser comunicado por una calzada con la Ciudad de México, la cual fue nombrada como paseo de la Emperatriz (hoy paseo de la Reforma). Esta calzada terminaba en las faldas del cerro, por lo cual se modifican las construcciones en la cima, el cuerpo oriente fue remodelado para dejar en la parte alta un jardín y algunas habitaciones, mientras en los pisos inferiores fueron construidas las habitaciones de los emperadores, las cuales les permitieron tener una vista completa de todo el valle de México. El cuerpo poniente se dejó como cuartel de los Corps de los Emperadores y Colegio Imperial Militar, en el inicio de la rampa de acceso se construyó un pequeño cuartel. Estas obras junto con el mejoramiento de la calzada de acceso fungieron como bosquejo básico para la actual fisonomía del Imperial Castillo de Chapultepec.

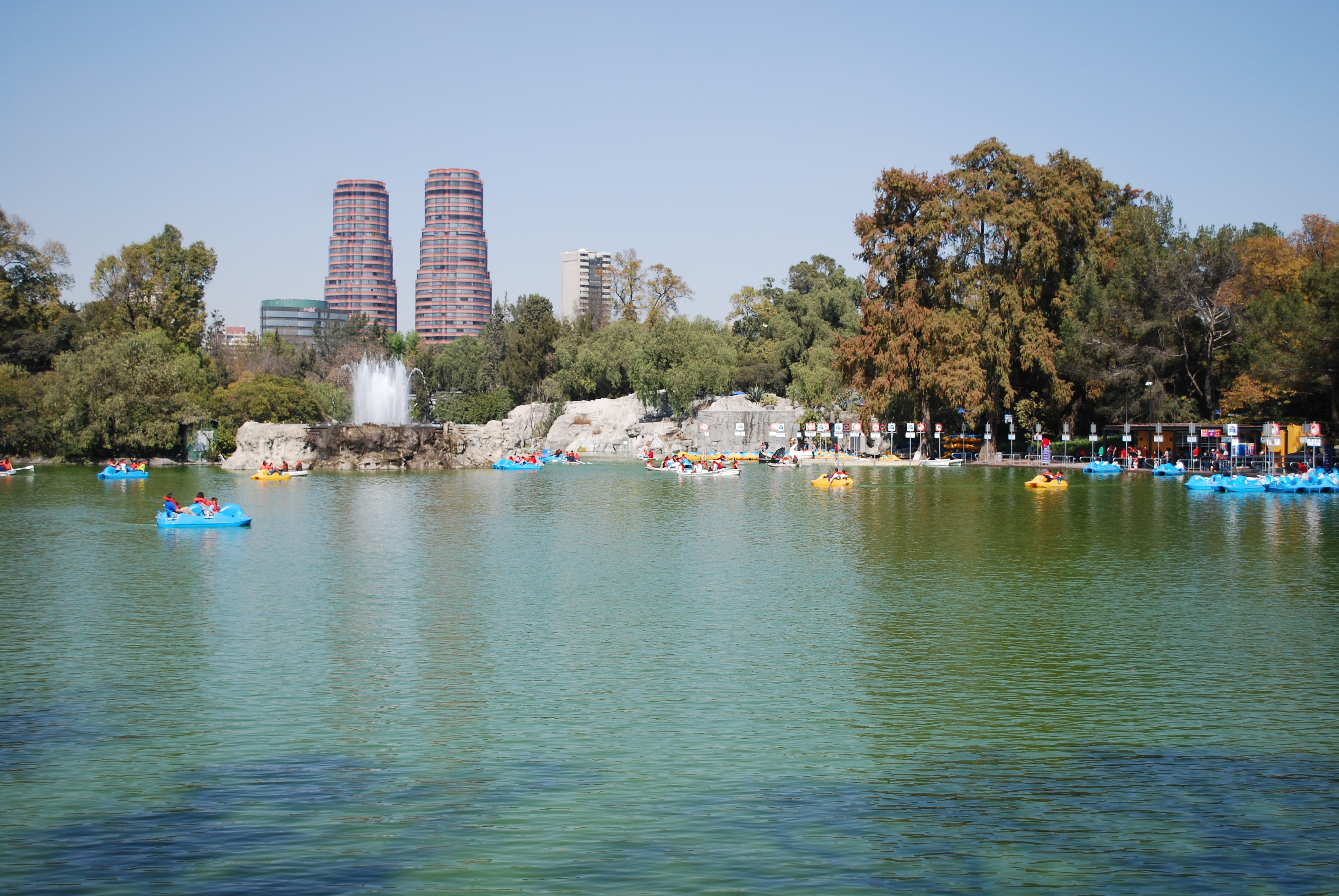
Lago en la Primera Sección del Bosque de Chapultepec.

Restaurada la República Federal, el bosque sigue siendo residencia de un cuartel militar hasta que llega al poder el general Porfirio Díaz, que traslada la residencia oficial del presidente al castillo, pero deja las oficinas en el palacio; por lo que debe instalarse primero una línea de telégrafo entre ambos, para luego instalarse otra de teléfono. El colegio militar por su parte sigue funcionando en el ala poniente del Castillo. Así mismo, se construyen las rejas interiores que rodean el cerro y evitan el paso libre al castillo, las cuales sustituyen el muro que durante años cerró el paso al cerro con solo una puerta ubicada al poniente del cerro. En la década de 1890, con una economía boyante, el Secretario de Hacienda José Yves Limantour es encargado de la comisión dedicada a rehabilitar el Bosque de Chapultepec para hacerlo digno de la residencia presidencial ya que había sido invadido por las haciendas cercanas y los pobladores de Tacubaya, los que incluso construyeron una vía alterna al camino Real a Toluca, la cual con los años sería llamada, carretera Federal México – Toluca, avenida Madereros y hoy avenida Constituyentes.
Internamente se construyen o amplían los caminos internos del bosque para permitir los paseos y facilitar el movimiento de la tropa por el bosque, en la zona norte se construyen pequeños lagos artificiales con fondo de concreto, se construye la Finca Colorada para albergar una guarnición militar y posteriormente el cuerpo de guardabosques. En lo que es hoy el Museo de Arte Moderno se construye el Cafe-Restaurant Chapultepec, que sería el centro de la vida campirana de la alta sociedad del Porfiriato y la Revolución mexicana.[cita requerida]
En la zona poniente se funda en 1875 el Panteón Civil de Dolores con la compra de terrenos privados, los cuales son donados a la ciudad luego de que la compañía funeraria no pudiera atenderlos. Al sur del panteón se crea un depósito de los tranvías eléctricos que empiezan a sustituir los tranvías de mulas; entre ambos se crea la primera plaza formal de toros de la zona, la cual cierra a los pocos años por la competencia con las plazas de la Ciudad de México.
En 1888 la Asociación del Colegio Militar inauguró un obelisco a las faldas del cerro en recuerdo de los cadetes durante la guerra mexicano-estadounidense.

#### SigloXX
En 1908 se construye la Casa del Lago como sede del Club del Automóvil, donde se realizan varias de las fiestas más llamativas de la sociedad porfirista. Durante las fiestas del Centenario de la Independencia, el Castillo de Chapultepec es sede de fiestas privadas, donde se reciben a los embajadores extranjeros y personajes ilustres del país. Además, la Embajada Rusa recibe una ornamentación sobre la base de mármol verde, que se exhibe en el castillo.
Desde 1911 hasta 1921, el Castillo deja de ser el centro de la vida política del país pero aun así es mantenido por el erario nacional. En 1916, se cumple con una orden de desalojo del Club del Automóvil, por lo que la Casa del Lago pasa a ser sede de la administración General del Bosque de Chapultepec; aunque solo hasta 1923 es usada por el gobierno federal, ya que había sido usada para fiestas particulares y como residencia de Adolfo de la Huerta.

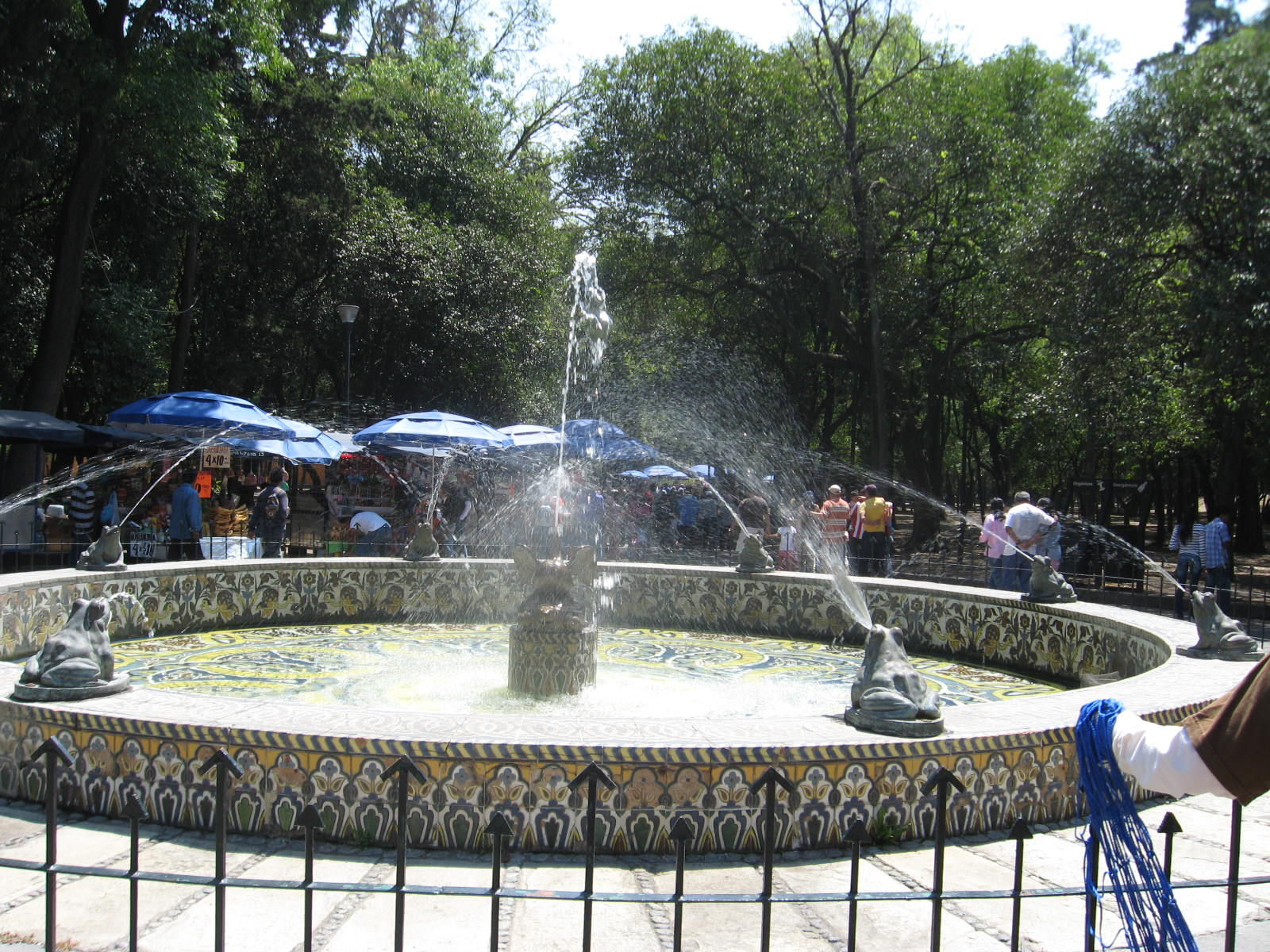
Fuente de las Ranas, al estilo de la fuente del mismo nombre de Sevilla, mandada a construir en dicha ciudad por Miguel Alessio Robles en 1921.

Luego de la muerte de Venustiano Carranza en Tlaxcalantongo, los sonorenses vuelven a ocupar el castillo como residencia presidencial y el bosque como su parque. En el costado surponiente se usa la Hacienda de la Hormiga para servir de residencia secundaria a los Secretarios de Guerra y Marina y a los encargados de la industria militar. Ésta había sido expropiada en 1916 y después  de varios litigios tuvo que ser comprada por el gobierno federal en 1919.
En junio de 1921, se comisionó al arquitecto Antonio Muñoz García un proyecto que contemplara la exhibición de dos leones traídos de Francia, obra del escultor francés Georges Gardet, los cuales se encontraban en una bodega y originalmente iban a adornar la escalinata del fallido proyecto del Palacio Legislativo de Donceles. El arquitecto Muñoz los colocó en la entrada principal del bosque sobre dos pedestales, siendo inaugurados el 17 de septiembre de 1921.
El 6 de julio de 1923 y con base en un decreto de Porfirio Díaz, el biólogo Alfonso Luis Herrera López colocó la primera piedra, y en noviembre de ese año inauguró el Zoológico de Chapultepec. El plan original era construir un zoológico que albergara especies nativas de México, pero la falta de presupuesto dejó por muchos años la idea inconclusa. Sus dos primeras especies fueron tres cachorros de león y dos bisontes americanos, para luego completarse con animales provenientes de Sonora, Veracruz y Campeche; además de otros ejemplares que se intercambiaron con países como India, Francia, Perú y Brasil. En 1924, el zoológico tenía 243 animales y fue entonces cuando abrió su exposición al público. Alfonso Luis Herrera López inauguró el jardín botánico y varias veces sostuvo el zoológico por sus propios medios.
En los años 30, los gobiernos del maximato residen en el Castillo, pero se murmura que quien manda se encuentra en la Hormiga. Este rancho empieza a armarse con instalaciones militares para servir al Estado Mayor Presidencial, además de instalaciones del Campo Marte y el Casino Militar.

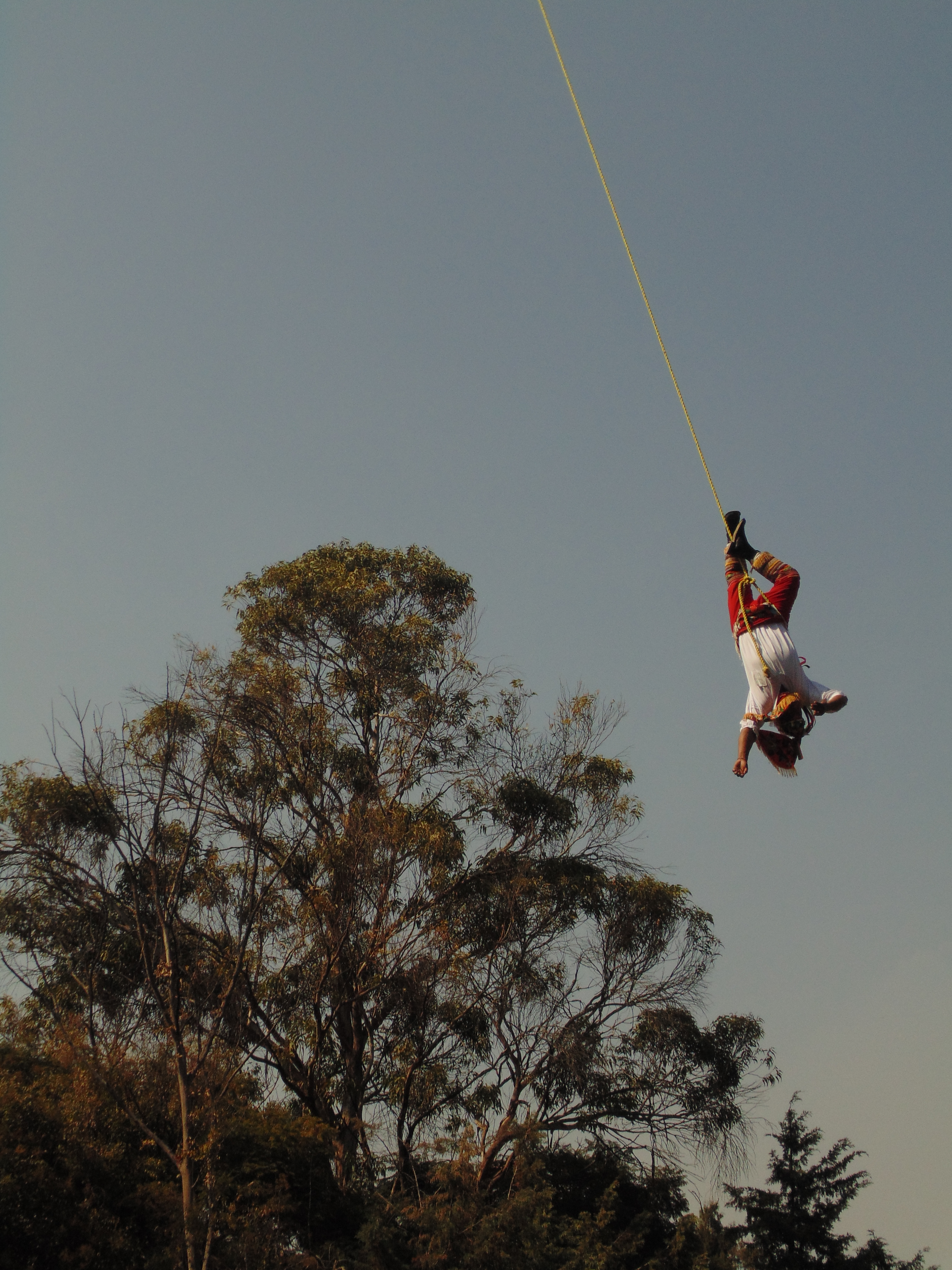
Volador de Papantla en Chapultepec

En 1939, el presidente Lázaro Cárdenas del Río ordena la creación del Museo Nacional de Historia con las colecciones de su Departamento de Historia del antiguo Museo Nacional de Arqueología, Historia y Etnografía.
Se construye la Prolongación Poniente Reforma, circundante a las colonias Polanco, Chapultepec y Los Morales, a donde se mudan muchos de los nuevos ricos que dejó la Revolución mexicana, que con sus casas estilo Colonial Californiano le dan un aire de suntuosidad a la zona. En 1939, se traslada la residencia oficial a la hacienda "La Hormiga", siendo renombrada como la Residencia Oficial de los Pinos por lo que se dividen las instalaciones entre Los Pinos y el Estado Mayor Presidencial.
En los años 40, el pueblo de San Miguel Chapultepec fue considerado uno de los mejores del país. Incluye fuentes de agua, provenientes del Desierto de los Leones y el mismo bosque, el cual dejo de ser referente como fuente de agua, ya que su caudal no podía cubrir la demanda; por lo que se crearon pozos artesianos por todo su perímetro, lo que permitió la destrucción de los acueductos virreinales de Santa Fe y Chapultepec, siendo reemplazados por líneas subterráneas de distribución de agua con tubos de acero. Otra consideración es el aire puro y el ambiente limpio del pueblo en comparación con la contaminación de la Ciudad de México, la cual se acerca poco a poco, con las colonias que bordean el Paseo de la Reforma, la avenida Chapultepec y la colonia Condesa. En 1948, el arquitecto Luis Barragán Morfín construyó su casa en San Miguel Chapultepec, considerada un patrimonio artístico de la humanidad por parte de la UNESCO.
En la década de 1940 se ponen en marcha una serie de planes para controlar el crecimiento urbano de la ciudad. Entre otros, está el de mejorar las vialidades que conectan los pueblos y ciudades del altiplano del valle de México, por lo que se construye el Circuito Interior, mismo que corta el costado oriente del bosque. Del lado poniente se construye el Anillo Periférico, lo cual limita de forma definitiva al bosque de la barrancas de las Lomas de Chapultepec. En cuanto al agua, se inician las obras entre el Anillo Periférico y el Panteón Civil de Dolores de lo que serán los tanques de almacenamiento del Sistema Lerma para la distribución de agua, por lo que se expropian varios predios y se muda a la población a la zona entre Tacubaya y Santa Fe.[cita requerida]
En 1943, en unos terrenos al poniente del Panteón Civil de Dolores, se inauguró el Rancho del Charro, sede de la Asociación Nacional de Charros, donde se ejercita la charrería y artes convergentes como el baile regional.
Luego de la Segunda Guerra Mundial, se reconfigura la Tribuna Monumental porfiriana para albergar un monumento en recuerdo de los participantes caídos y los sobrevivientes a la expedición militar conocido como Escuadrón 201. En 1951 se terminan las obras hidráulicas del Sistema Cutzamala, las cuales aprovecharon la pendiente natural de la ciudad para irrigar con agua a la capital, siendo la obra cumbre el Cárcamo de Dolores.
El 27 de septiembre de 1952 se inaugura el Altar a la Patria, donde fueron enterrados los restos atribuidos a los Niños Héroes y al coronel Felipe Santiago Xicoténcatl. El monumento fue inaugurado cinco años después de la primera visita del presidente estadounidense Harry S. Truman, en la cual depositó una ofrenda floral al pie del obelisco, la cual fue retirada apenas anochecía por dos cadetes del colegio militar. En 1952 se inaugura el Auditorio Nacional y a partir de 1959 comienza a usarse como auditorio, además de ser sede de tomas de posesión presidenciales, eventos artísticos y culturales. En 1968 fue sede de los Juegos Olímpicos de México 1968. En 1989 fue cerrado y remodelado integralmente para funcionar desde entonces como una concesión público-privada.

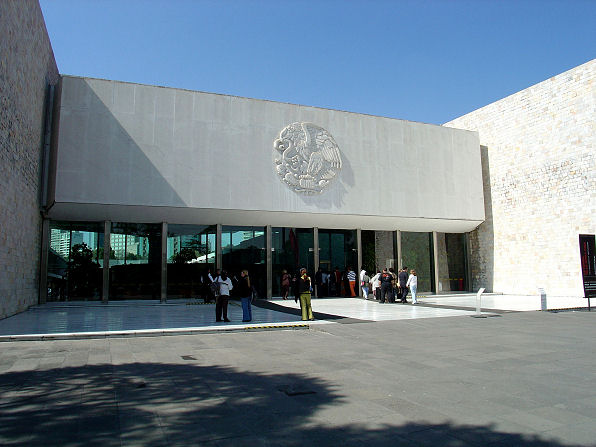
El Museo Nacional de Antropología

En 1960, Pedro Ramírez Vázquez realizó su primera obra de importancia en el bosque con la creación de la Galería Nacional de Historia, Museo del Caracol. Entre 1963 y 1964 este arquitecto sumó a los edificios del bosque los museos de Arte Moderno (ubicado en el lugar del mítico Restaurante Chapultepec) y el Museo Nacional de Antropología e Historia.

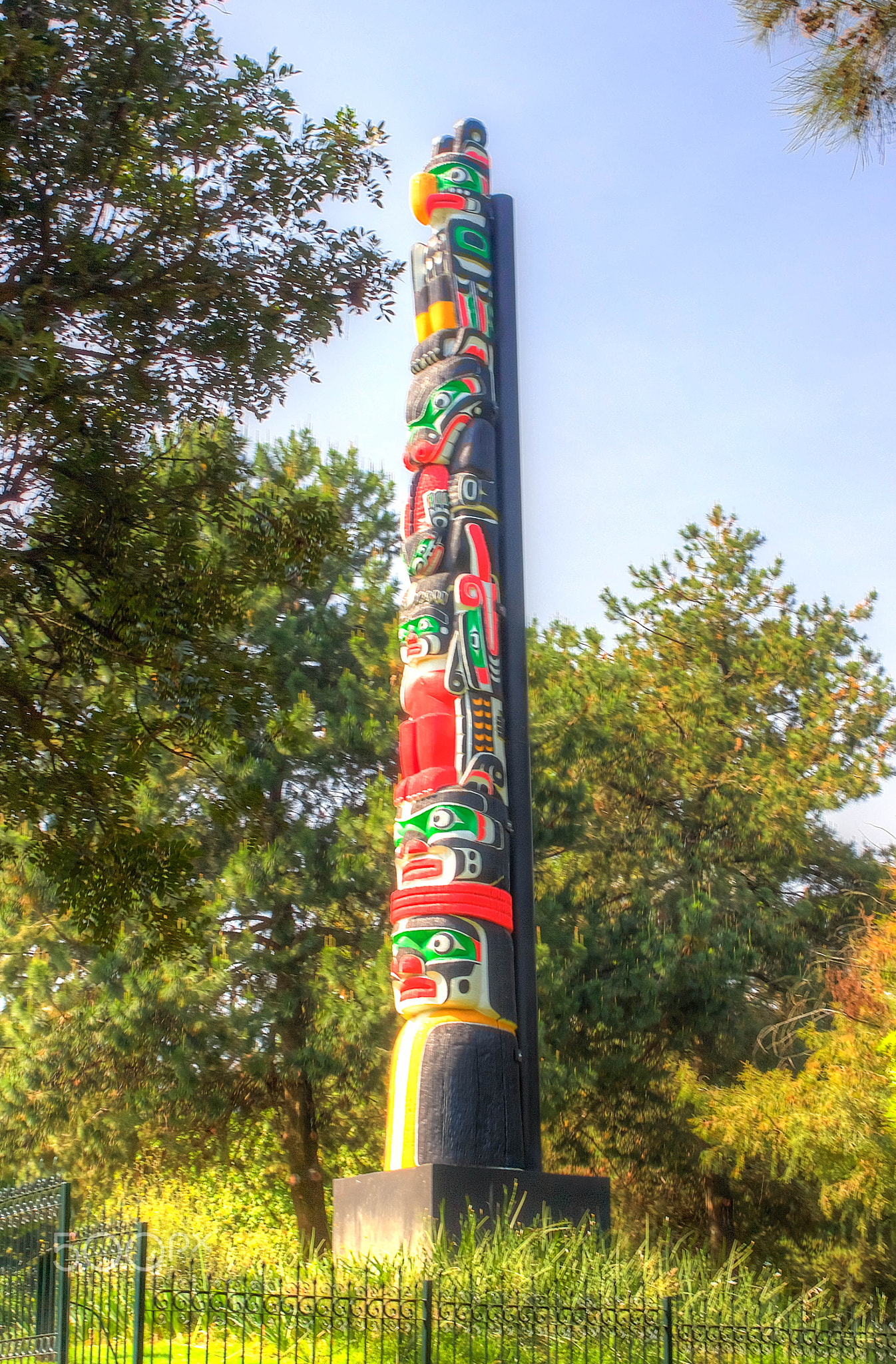
Tótem Canadiense

En 1962, el gobierno de Canadá dona un tótem para el Bosque de Chapultepec, en conmemoración del 150 aniversario de su independencia y como símbolo de amistad entre México y Canadá.
En 1964, se inaugura la Segunda Sección del Bosque de Chapultepec, en los terrenos ubicados entre el Anillo Periférico y el Panteón Civil de Dolores. Ese mismo año se inicia la construcción de una reja perimetral para la Primera Sección, la cual genera controversia debido a que hasta entonces el bosque podía ser recorrido en auto. Este cierre del bosque y su consecuente peatonalización fue un duro golpe para los que hacían negocios con los visitantes dentro del bosque, por eso es que se compone la canción “Las Rejas de Chapultepec” por parte del trío de los Hermanos Kenny (Herminio Álvarez Rodríguez), la cual alcanzó gran popularidad en la voz de Gaspar Henaine “Capulina”. En la Segunda Sección se construyeron dos lagos artificiales, los cuales tratan de recrear el ambiente de la primera sección y que fungen como depósitos de agua para el regadío, además se inaugura el Museo de Historia Natural de México.
En 1968, el gobierno de Corea del Sur regala a México una pagoda como símbolo de la amistad con esta nación asiática durante los Juegos Olímpicos de México 1968.
En 1974, se inaugura la Tercera Sección del Bosque, en terrenos pertenecientes a fraccionadores y haciendas que habían desaparecido por el crecimiento de la zona residencial de las Lomas de Chapultepec. Por estas fechas, la avenida Madereros cambió su nombre por el de avenida Constituyentes. Esta zona, a diferencia de las otras secciones, se decide conservarla como una reserva natural, por lo que se le dotó de menor infraestructura. En la década de 1990 se instala una base de policía en la zona poniente de la sección. Un año antes, se funda el Centro Hípico de la Ciudad de México con una extensión de cuarenta hectáreas en dónde se imparten clases de equitación y de tiro con arco.

Pabellón Coreano de la amistad en Ciudad de México

En 1975, la República Popular China dona al Zoológico de Chapultepec un par de pandas gigantes, que logran reproducirse con éxito, dando a luz al primer cachorro de panda gigante fuera de China, lo que elevó el prestigio del zoológico. Desde entonces han nacido ocho pandas gigantes en el Zoológico de Chapultepec. En 1981, con el nombramiento de María Elena Hoyos Bastien como directora del zoológico, se le da una proyección internacional y nacional, además de coordinar las obras de remodelación entre 1992 y 1994, lo que lo hace un espacio público más amigable para los habitantes del zoológico.

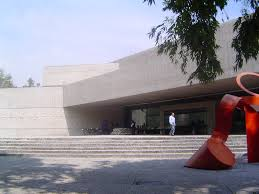
Museo Rufino Tamayo

En 1981, se inaugura el Parque Acuático Atlantis, el cual es durante años el único con espectáculo de delfines, lobos marinos y focas de la Ciudad de México. Este fue el único parque acuático de la ciudad, con balneario, asoleadero y alberca con olas, instalaciones que fueron cerradas alrededor del año 2000. A partir de entonces, se presentan aquí espectáculos con animales, dan terapia con delfines y juegos infantiles. La particularidad de este parque es que a casi 2500 m.s.n.m. es uno de los pocos del mundo a esta altura que puede mantener con vida a delfines y fauna marina.
En 1981, es inaugurado el “Museo Rufino Tamayo” que resguarda una parte importante de la colección del maestro oaxaqueño, este museo es obra de los arquitectos Abraham Zabludovsky y Teodoro González de León. En 1986, se crea el Jardín de Adultos Mayores, en el cual se reservan 36 500 m² para el esparcimiento de los adultos mayores. Este espacio resguarda un jardín escultórico, una pérgola, la biblioteca Andrés Henestrosa y El Pabellón Coreano.
En 1992, la Tercera Sección del Bosque de Chapultepec es declarada Área Natural Protegida, por lo no se permite desarrollar mayores obras en la zona, aunque para entonces ya cuenta con el “Foro Orquesta de los Animalitos” (1986), la “Fuente de Cri Cri” (1974) y el “Teatro Alfonso Reyes” (1974). Esta zona es la única del bosque con acceso libre a automotores, por lo que sirve de enlace entre la avenida Constituyentes y el paseo de la Reforma. En 1999, el Bosque de Chapultepec pasa a la administración a la Secretaría del Medio Ambiente del Distrito Federal.

### SigloXXI

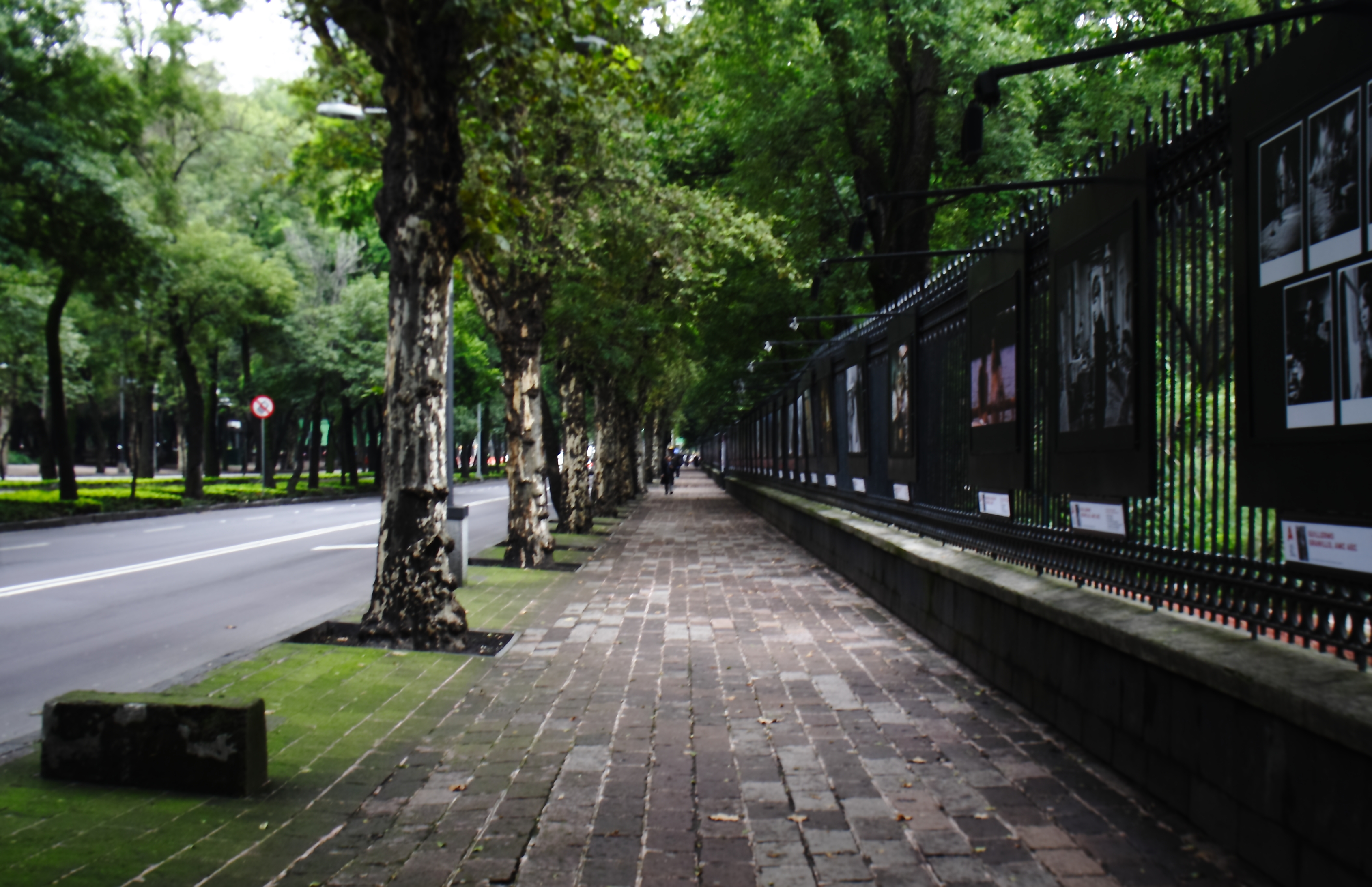
Vista del paseo de la Reforma en la Ciudad de México, México.

El 4 de agosto de 2002 se crea el Consejo Rector Ciudadano del Bosque de Chapultepec, con el fin involucrar a destacados personajes de la política y la sociedad a las actividades de renovación del bosque; además se reactiva el Fideicomiso Pro Bosque de Chapultepec, dedicado a obtener fondos para realizar las obras de restauración y mejora de la Primera Sección. En la primera etapa de esta rehabilitación, implementada en 2004, se cierra el acceso a visitantes durante un año, en el cual se realizaron labores de saneamiento forestal como el dragado y limpieza del lago.
El 12 de octubre de 2006, se inaugura el Jardín Botánico en el área que antes ocupara el Centro de Convivencia Infantil, mismo que debe ser reubicado en las inmediaciones del Museo Rufino Tamayo.
Entre los años de 2010 a 2012 se planea realizar el rescate de la Segunda sección del bosque en base al Plan Maestro.
A finales del 2009, se lanza una convocatoria para realizar un arco triunfal llamado Arco del Bicentenario en conmemoración del Bicentenario de la Independencia de México, designándose para su ubicación la plaza que se encuentra frente la Puerta de los Leones. El concurso es ganado por un grupo de arquitectos encabezados por César Pérez Becerril, quienes realizaran una estructura semejante a una torre y que poco deja ver su forma de arco, por lo que el proyecto fue renombrado oficialmente como la Estela de Luz.
En el 2019, se anuncia el Proyecto Prioritario Chapultepec: Naturaleza y Culturael cual busca la rehabilitación integral del Bosque y su infraestructura, así como la incorporación del Campo Militar 1-F como Cuarta Sección del Bosque.
El 24 de septiembre del 2024, se inaugura la cuarta sección del Bosque de Chapultepec junto con la línea 3 del Cablebús, los cuales forman parte del proyecto Chapultepec: Naturaleza y Cultura.

## Flora y fauna

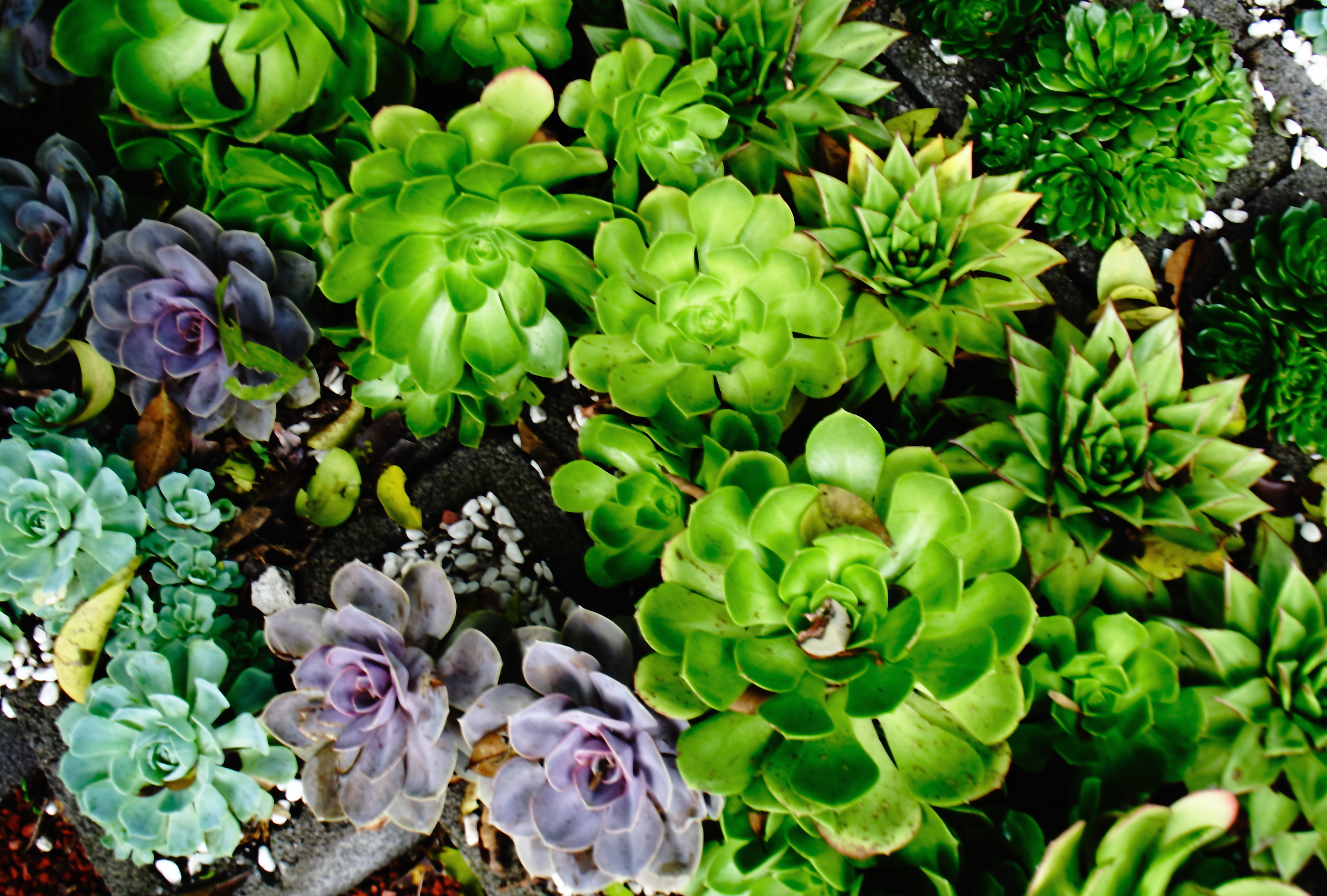
Cactáceas del jardín botánico del Bosque de Chapultepec en la Ciudad de México, México.

El Bosque de Chapultepec es un refugio para la vida silvestre dentro de la ciudad, especialmente la Tercera y Cuarta Sección, donde se encuentras las condiciones ambientales más favorables para la fauna nativa.

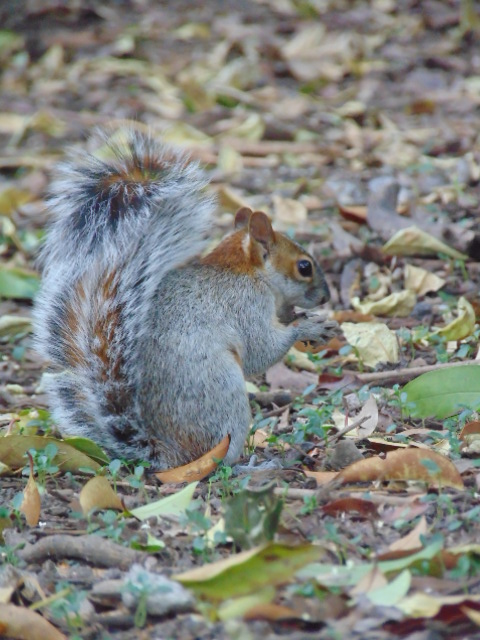
Ardilla del Bosque de Chapultepec

El clima del Bosque se clasifica como templado subhúmedo, presentando una vegetación la cual se distingue por la presencia de especies nativas como el ahuehuete y el cedro blanco e introducidas como el eucalipto rojo, el fresno y el trueno lila. 
Desde 2013 se iniciaron proyectos de ciencia ciudadana en distintas partes del bosque de Chapultepec. A la fecha se han registrado más de 1800 especies silvestres, es decir, sin contar las cultivadas en el jardín botánico o las bajo cuidado en el zoológico. La riqueza de este parque urbano se puede consultar en proyecto Bosque de Chapultepec de la plataforma de iNaturalistMX. En este inventario participativo se han detectado varias especies consideradas en riesgo por la Norma Oficial Mexicana 059, como el ajolote mexicano, el mexclapique de la cuenca, el acocil de Moctezuma, la culebra alicante, el murciélago trompudo, el colibrí de cola pinta, el tlaconete regordete, el hongo colmenilla de bosque, el pato mexicano y el sotol verde.
Entre 2020 y 2021, se realizó un muestreo de anfibios y reptiles en el cual se presentaron los primeros registros formales de dos especies de salamandra y once de reptiles (una lagartija, tres serpientes y siete tortugas) para el Bosque de Chapultepec; además de la confirmación de una especie de rana y tres reptiles.
Con el propósito de conocer y registrar la biodiversidad de la Primera Sección, la Secretaría del Medio Ambiente y los Institutos de Ecología y Biología de la UNAM, realizaron un Bioblitz en el que se registraron 279 especies de animales, plantas y hongos, destacando una posible especie no descrita de luciérnaga y una enredadera (Pisoniella arboresences) que no se había registrado desde 1886.

## Administración del Bosque
La administración del Bosque recae en la Dirección Ejecutiva del Bosque de Chapultepec, asignada a la Dirección  General del Sistema de Áreas Naturales Protegidas y Áreas de Valor Ambiental de la Secretaría del Medio Ambiente de la Ciudad de México (Sedema).

## Esquema general de Chapultepec

Esquema general de Chapultepec con las tres secciones, Panteón Civil de Dolores, Polanco y Tacubaya, en la delegación Miguel Hidalgo.

## Lugares de interés

### Primera Sección

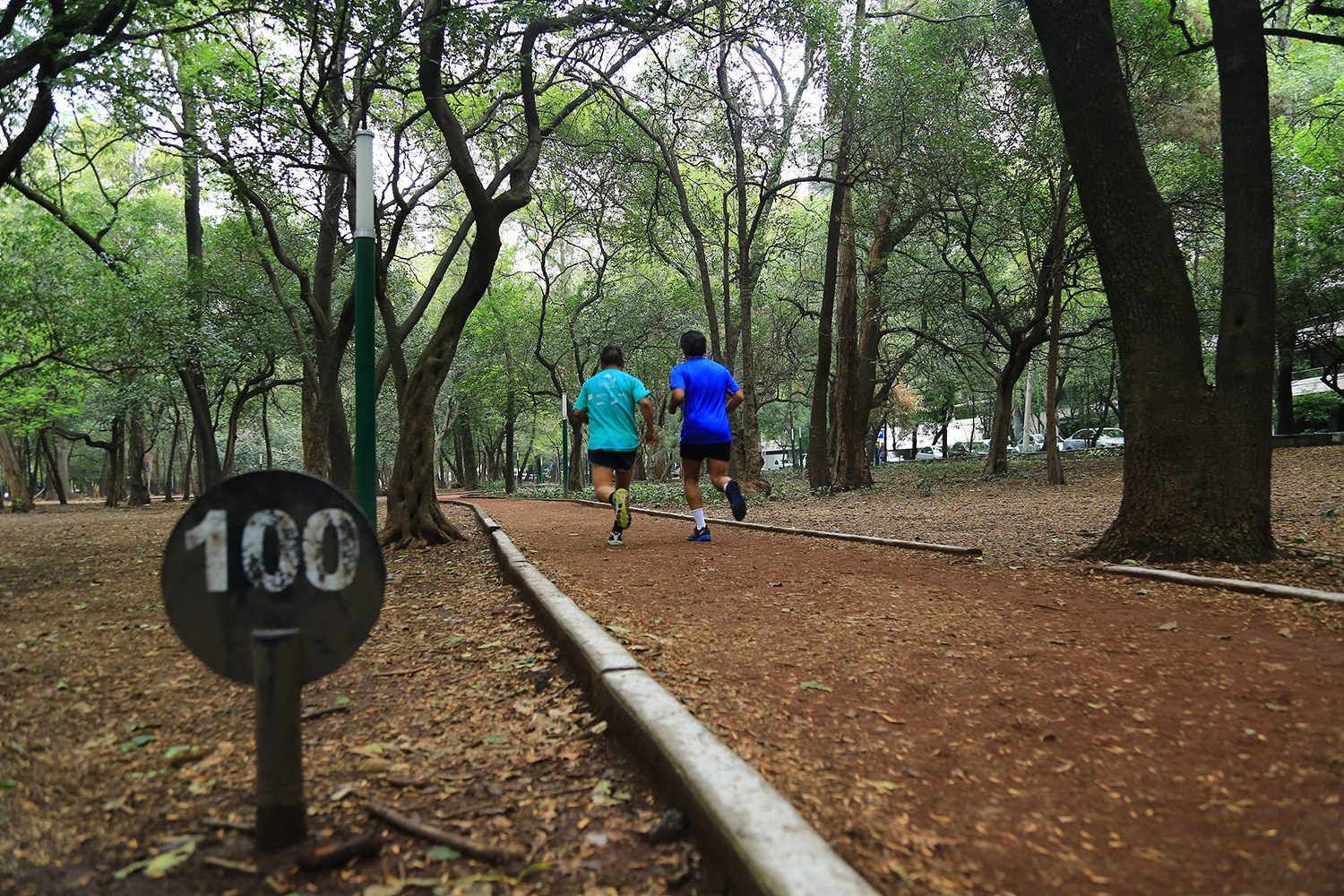
Muchas personas usan el parque para ejercitarse. En la imagen, corredores en el Circuito Gandhi del bosque.

#### Monumentos
- Ahuehuete de Moctezuma
- Altar a la patria
- Monumento a José Martí
- Obelisco a Los Niños Héroes
- Puerta de los Leones
- Tribuna Monumental (Monumento a las Águilas Caídas)
- Esperanza por un Planeta Mejor para Los Niños

Tótem Canadiense

- Pabellón Coreano
- Tótem canadiense
- Energía de Mathias Goeritz

#### Museos
- Castillo de Chapultepec / Museo Nacional de Historia
- Cencalli: Casa del Maíz y la Cultura Alimentaria
- Museo de Arte Moderno
- Museo del Caracol
- Museo Nacional de Antropología
- Museo Tamayo Arte Contemporáneo
- Museo de Sitio y Centro de Visitantes del Bosque de Chapultepec

#### Sitios culturales
- Audiorama
- Auditorio Nacional
- Casa del Lago Juan José Arreola
- Complejo Cultural Los Pinos

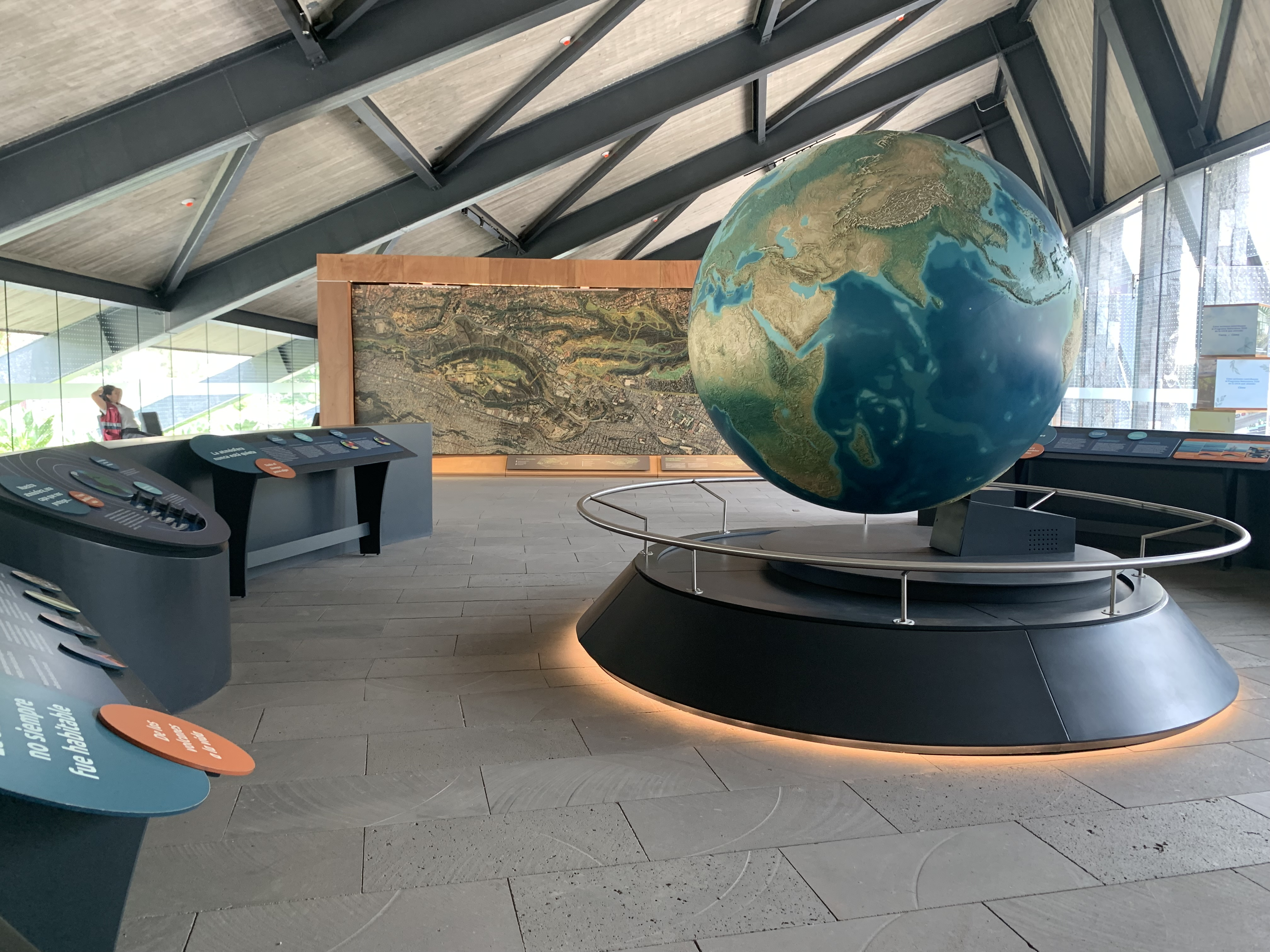
Centro de Cultura Ambiental

- Centro Cultural del Bosque (Ciudad de México)

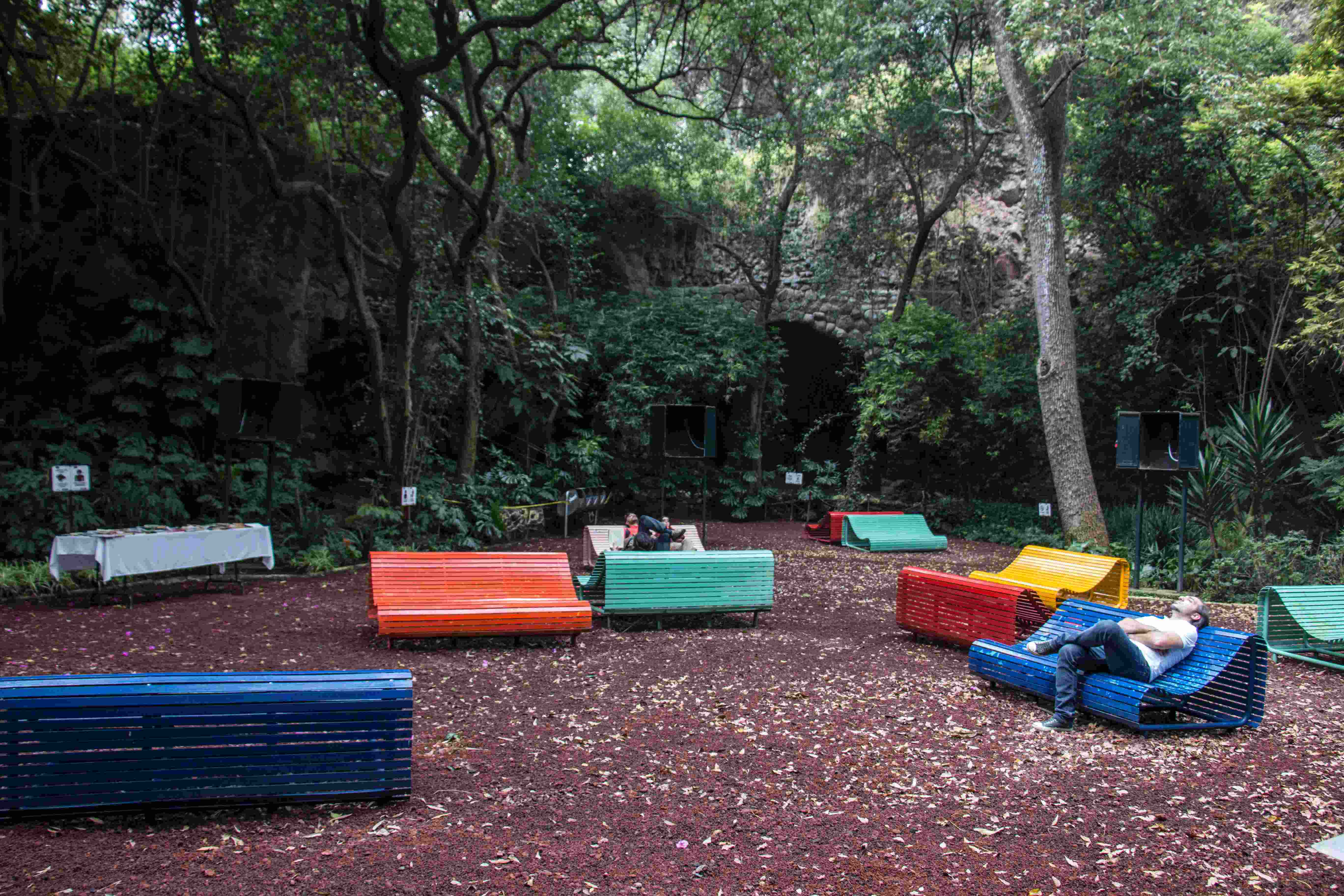
Audiorama de Chapultepec.

- Jardín y Pabellón Escénico
- Quiosco del Pueblo
- Quinta Colorada

#### Fuentes

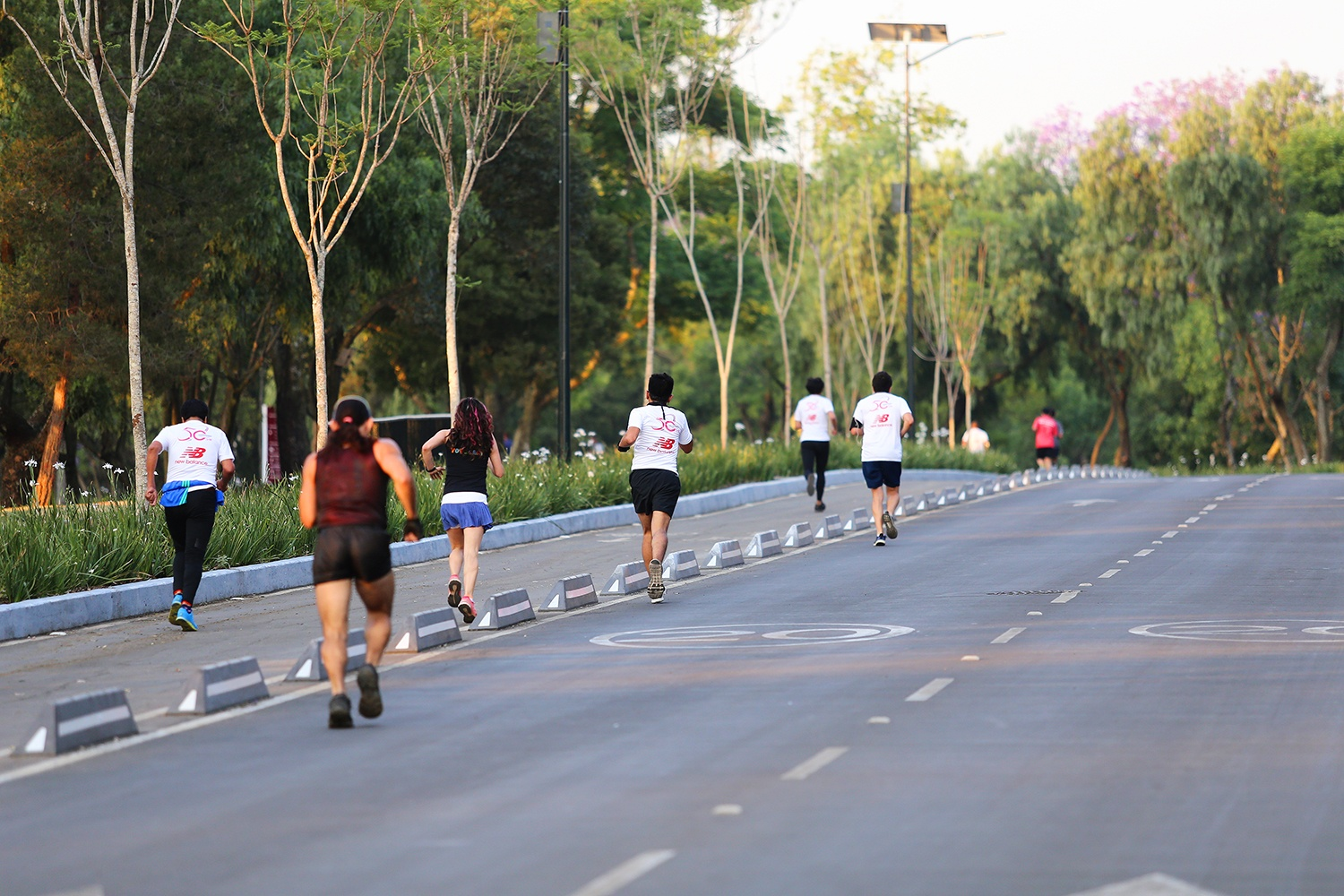
Gente corriendo en la pista "El Sope" de la segunda sección del bosque.

#### Parques
- Parque Gandhi
- Parque Infantil la Hormiga
- Parque Líbano
- Parque Tamayo
- Parque Churchill
- Parque "El Japonés"
- Parque de la Amistad México-Azerbaiyán
- Memorial a las Víctimas de la Violencia en México

#### Centros de Conservación
- Zoológico de Chapultepec

### Segunda Sección

#### Museos
- Papalote Museo del Niño
- Museo Tecnológico MUTEC
- Museo de Historia Natural de México
- Cárcamo de Dolores

#### Sitios Culturales
- Centro de Cultura Ambiental Chapultepec
- Espacio CDMX
- Pabellón de Cultura Comunitaria

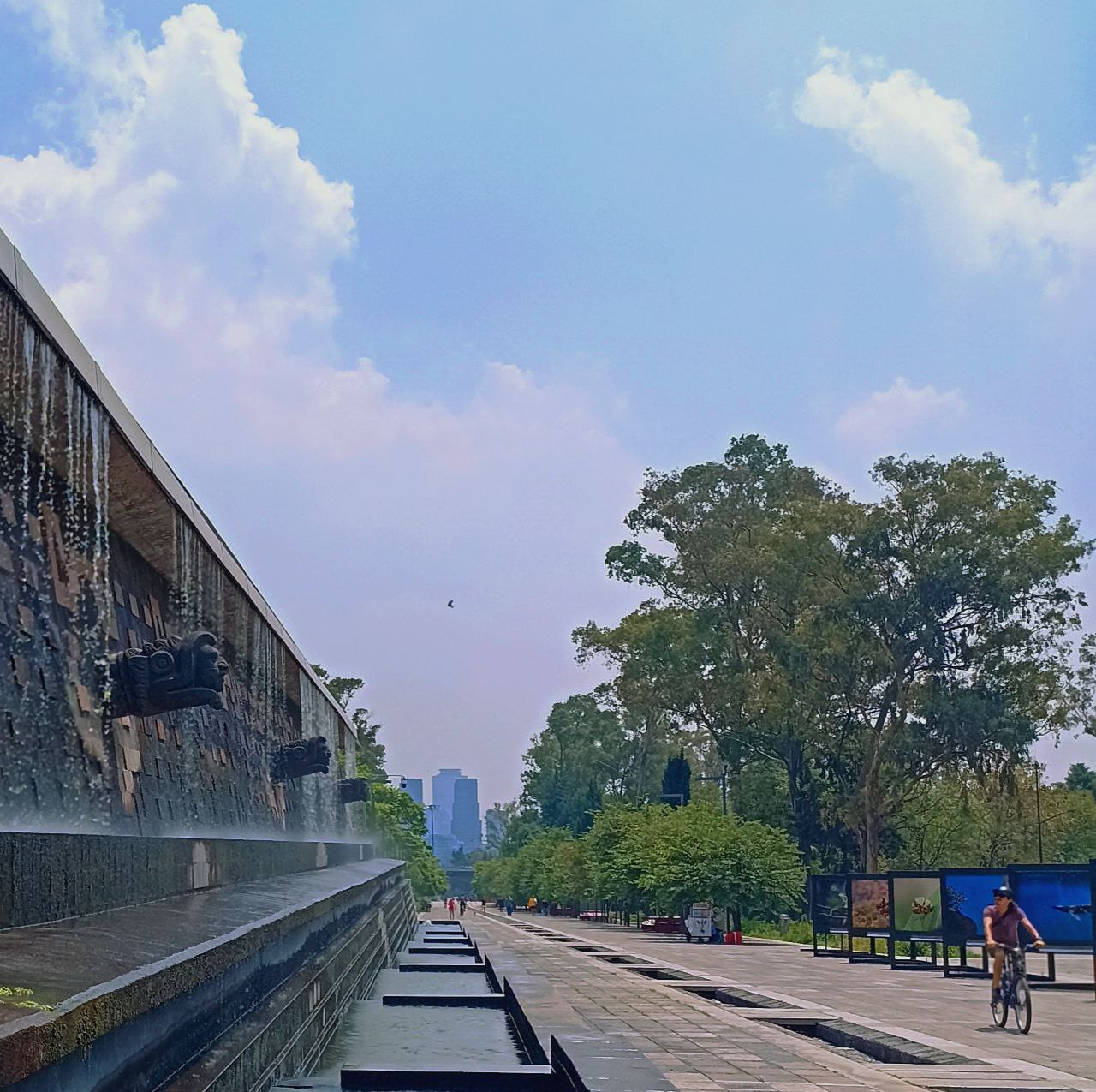
Fuente Xochipilli

#### Monumentos

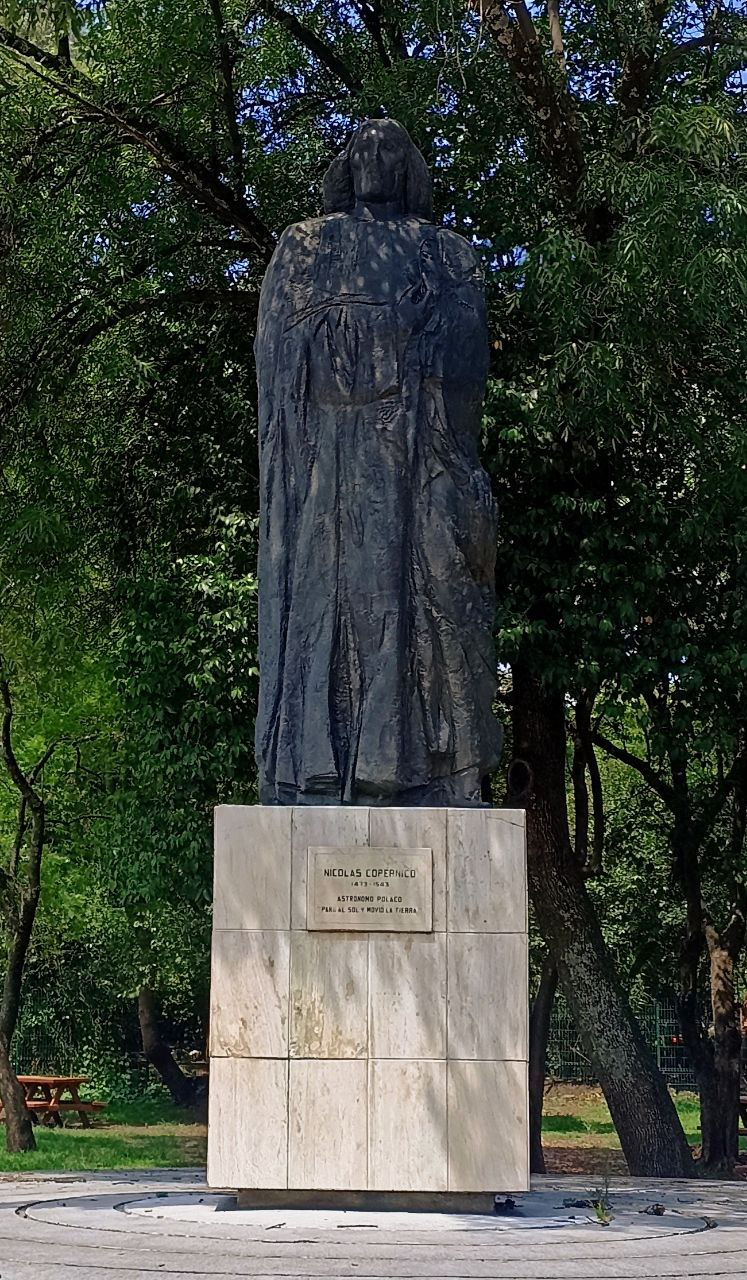
Nicolás Copérnico

Paseo de los Compositores, en la Segunda Sección
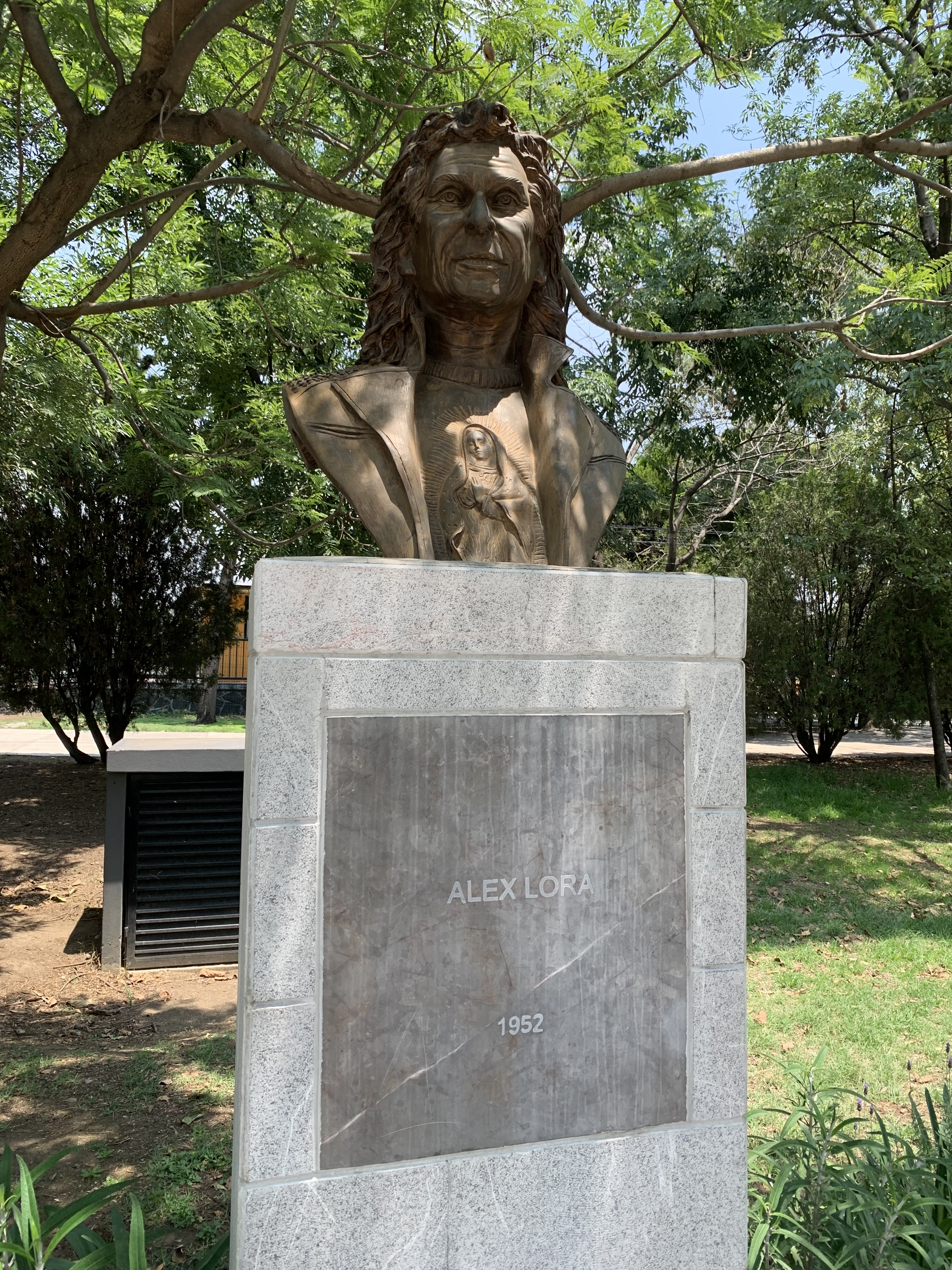
Álex Lora
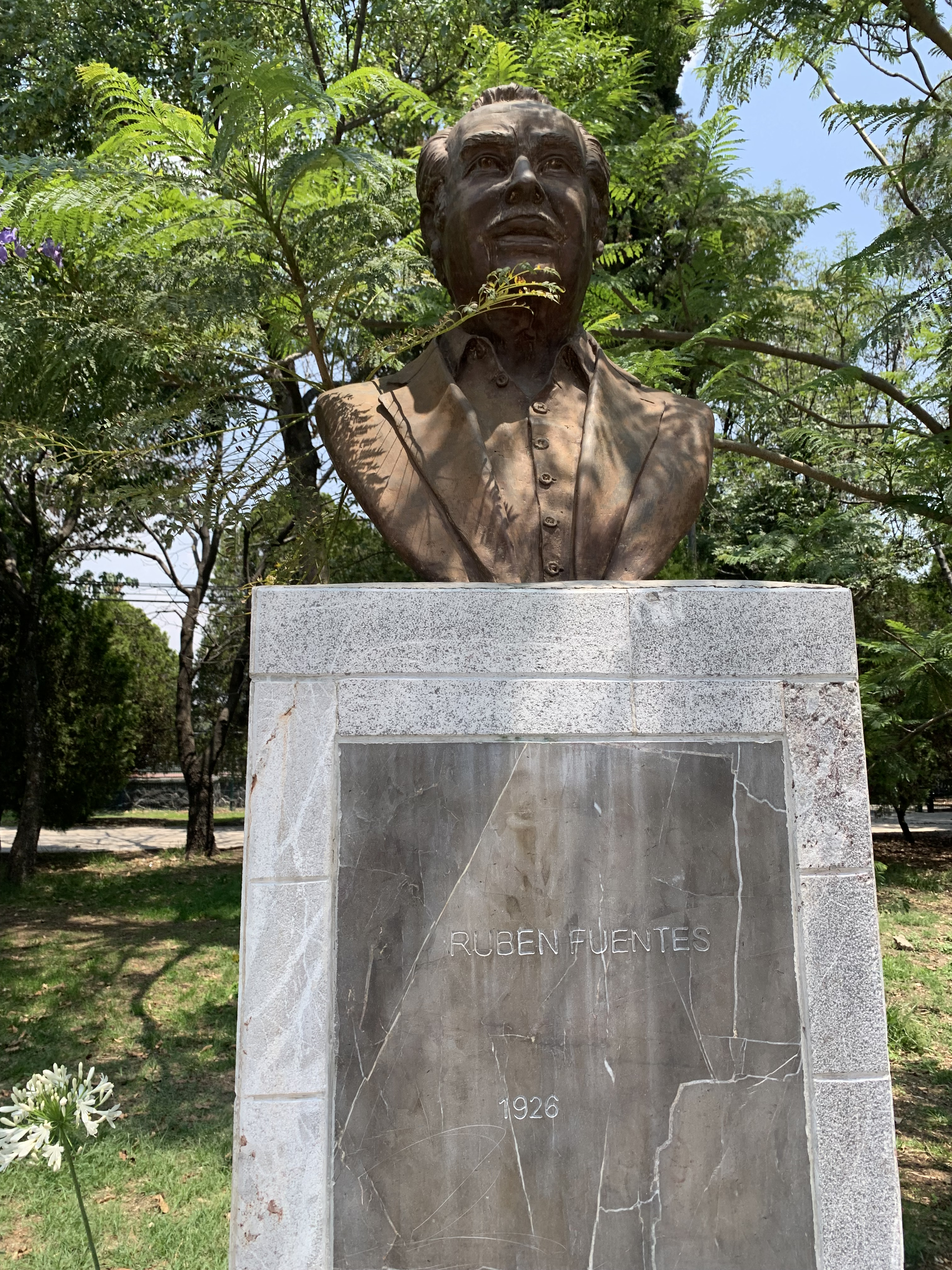
Rubén Fuentes
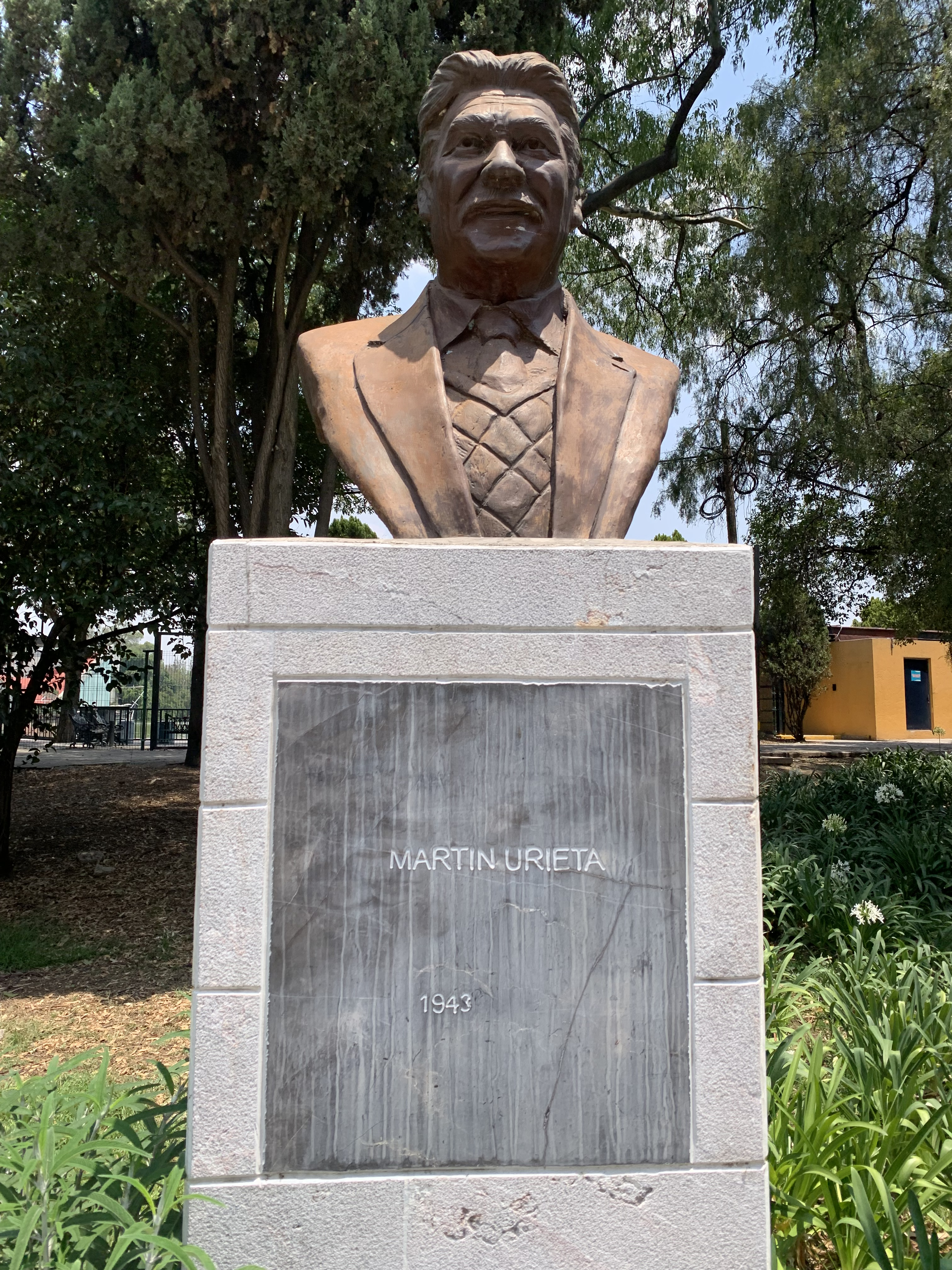
Martín Urieta
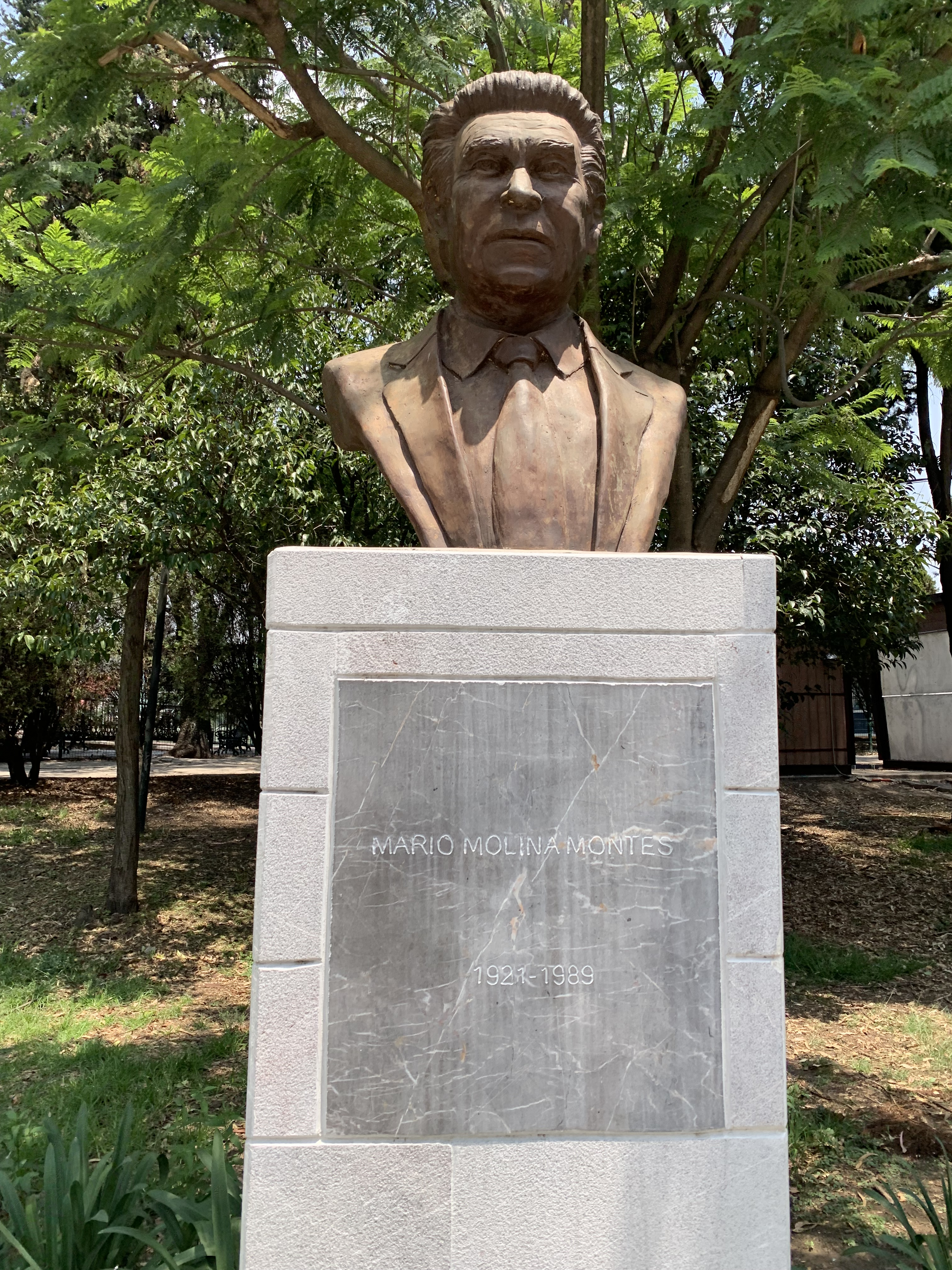
Mario Molina Montes
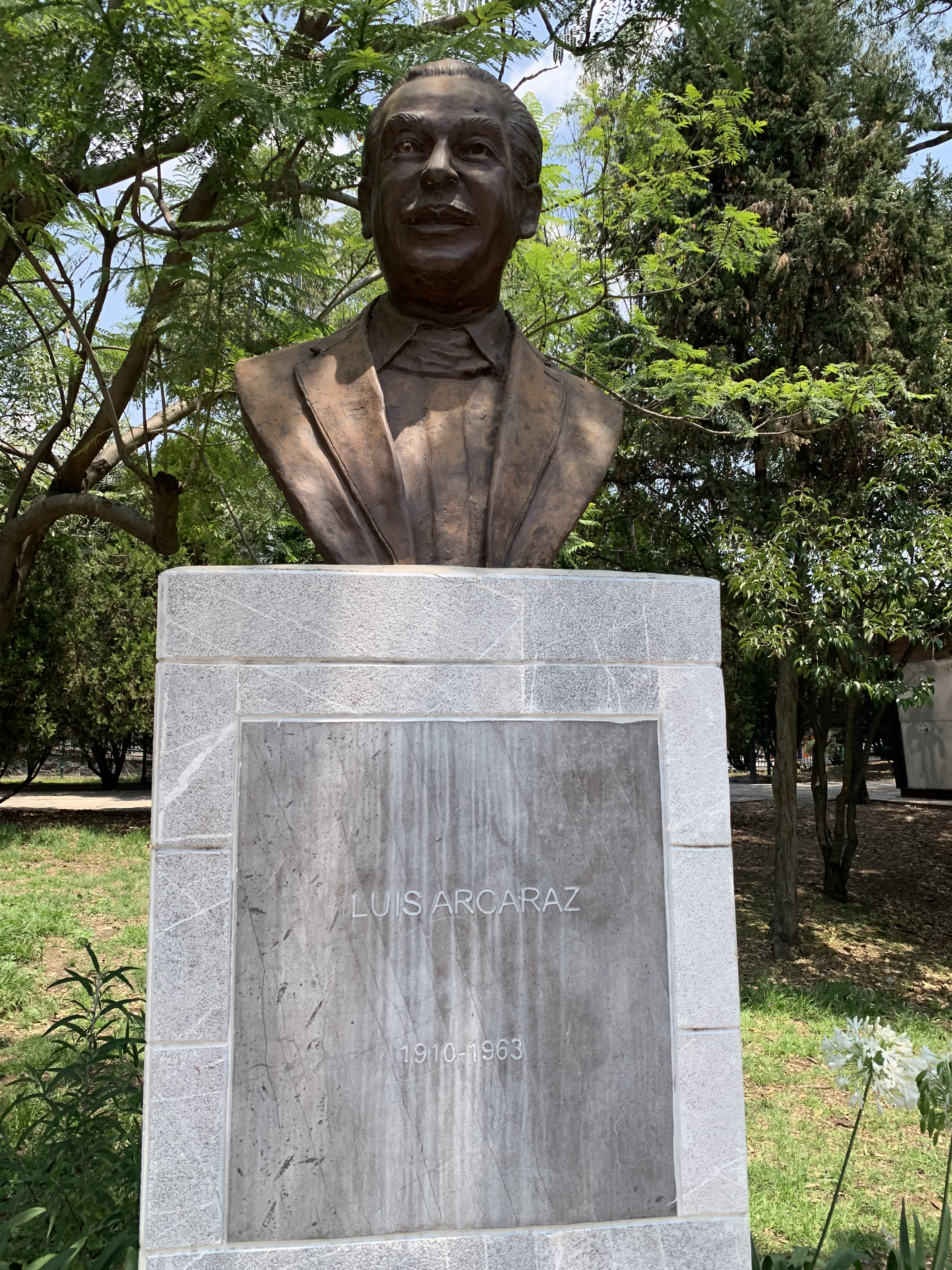
Luis Alcaraz
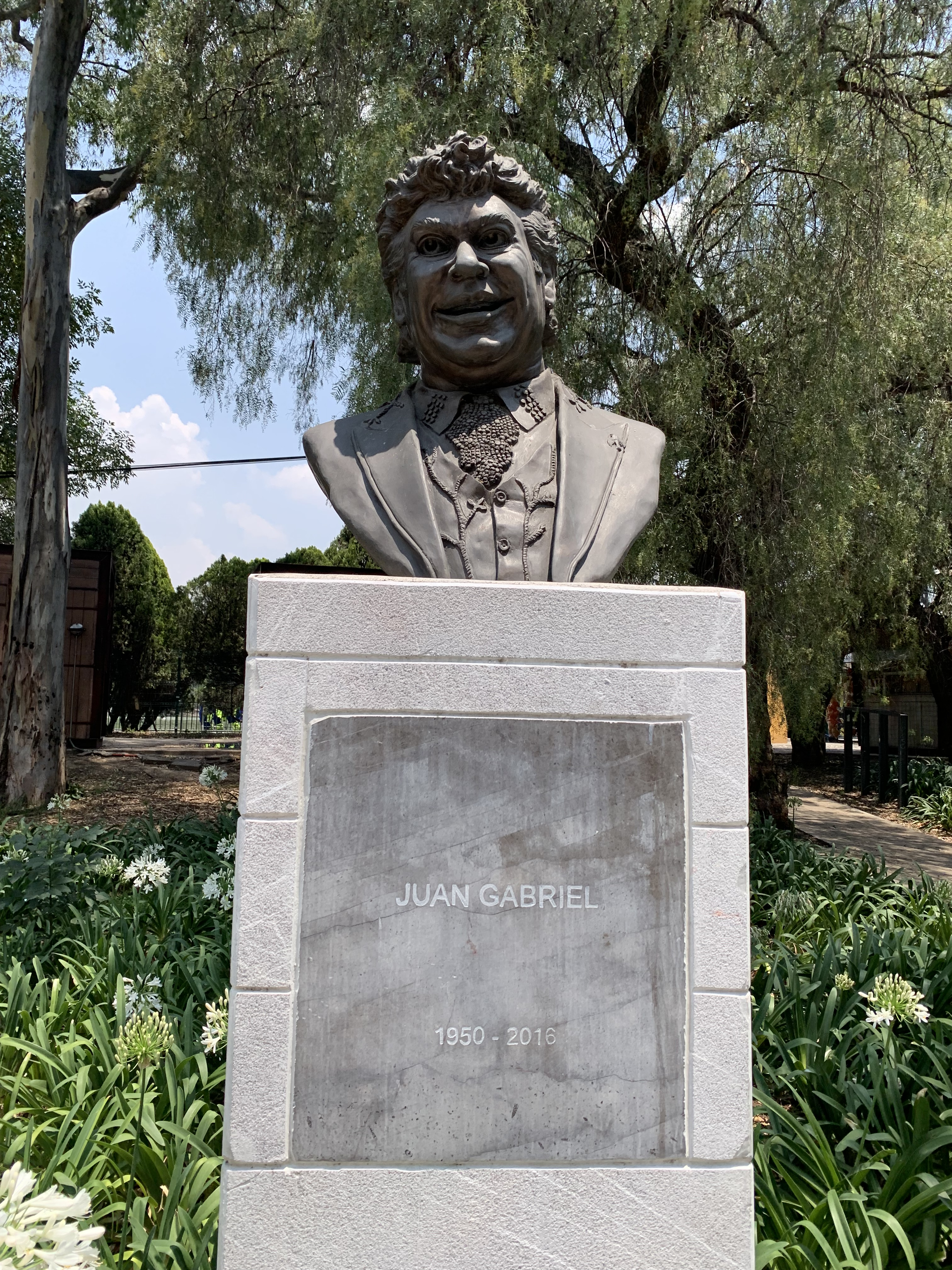
Juan Gabriel
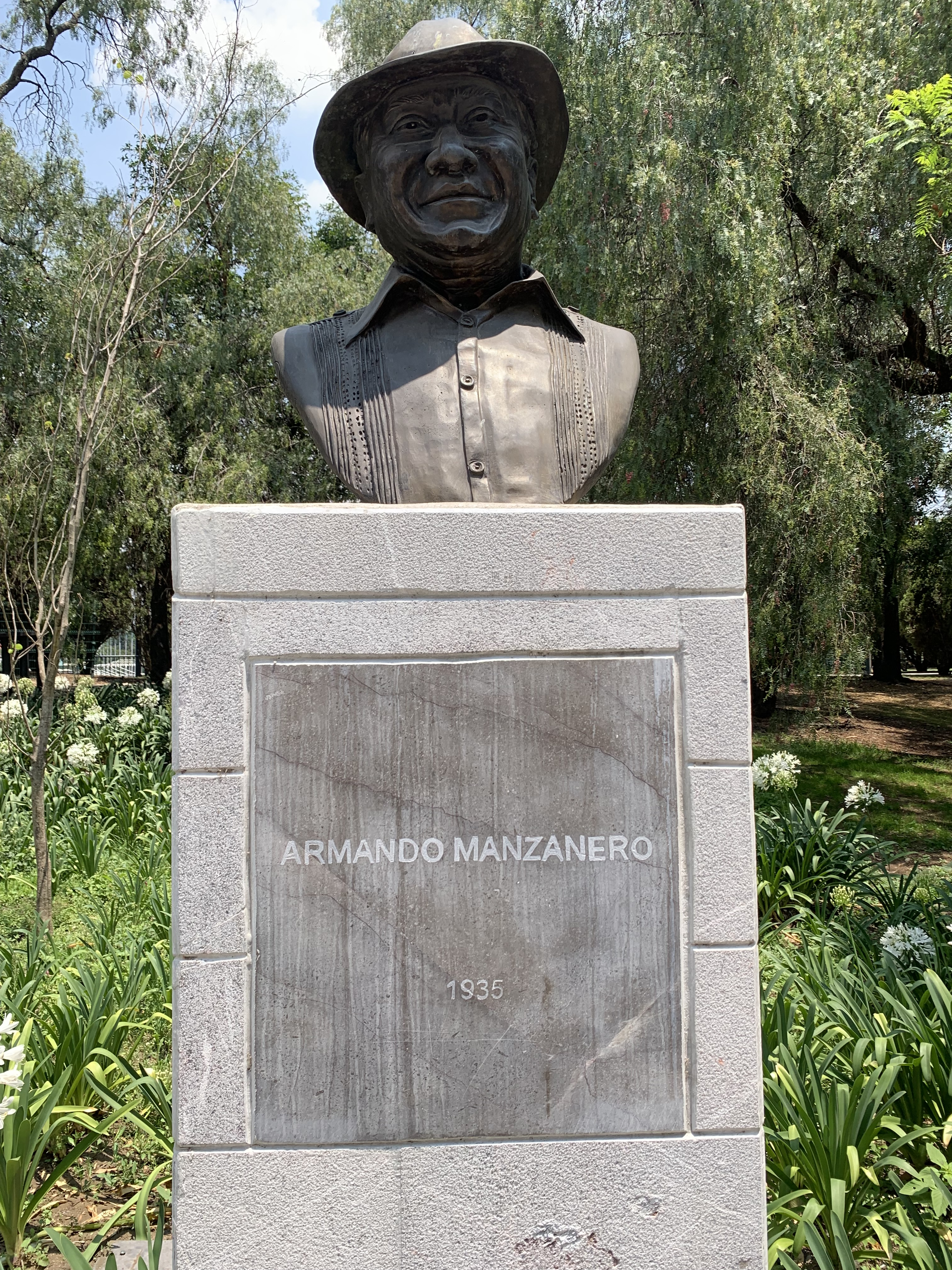
Armando Manzanero
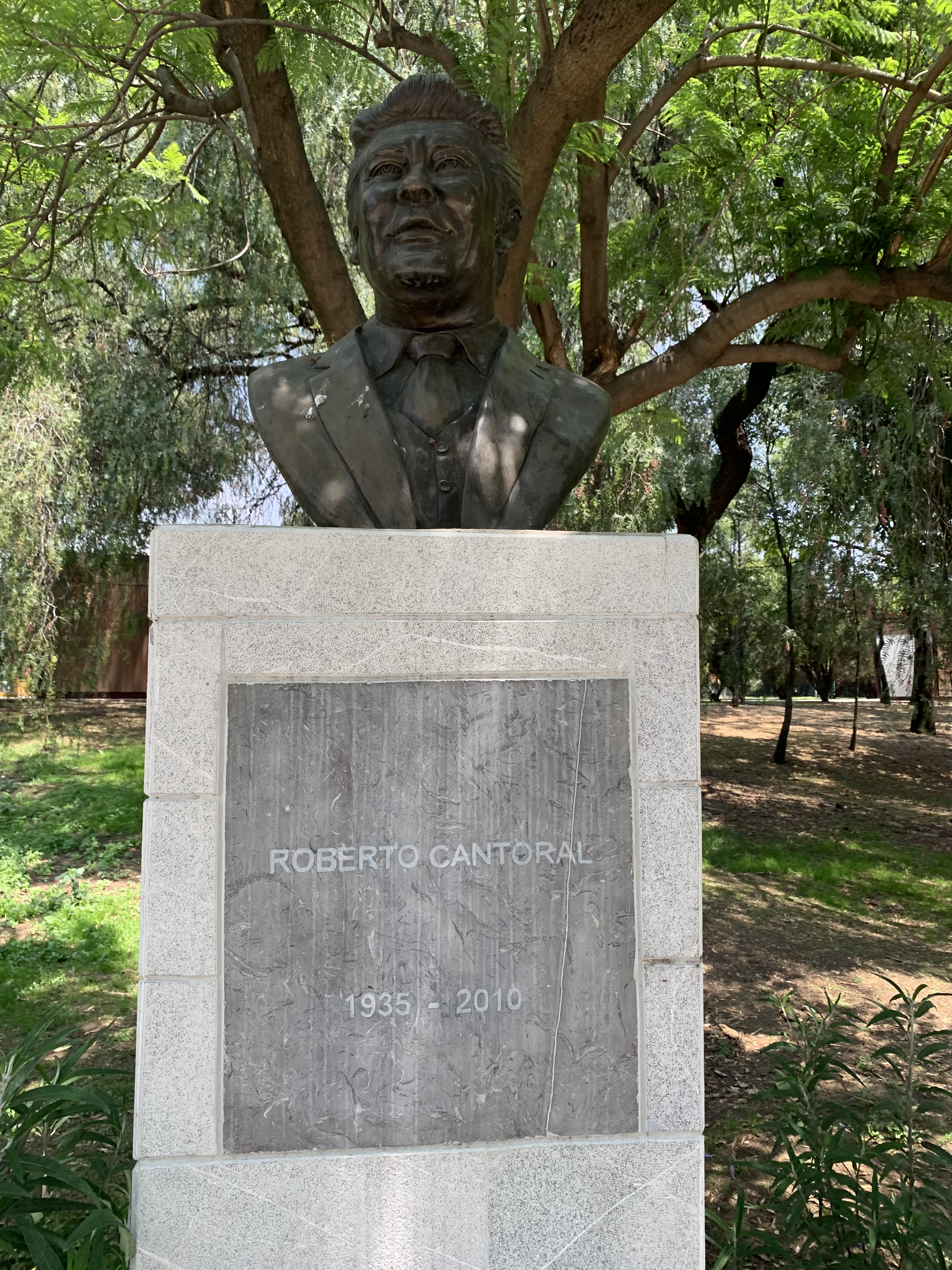
Roberto Cantoral
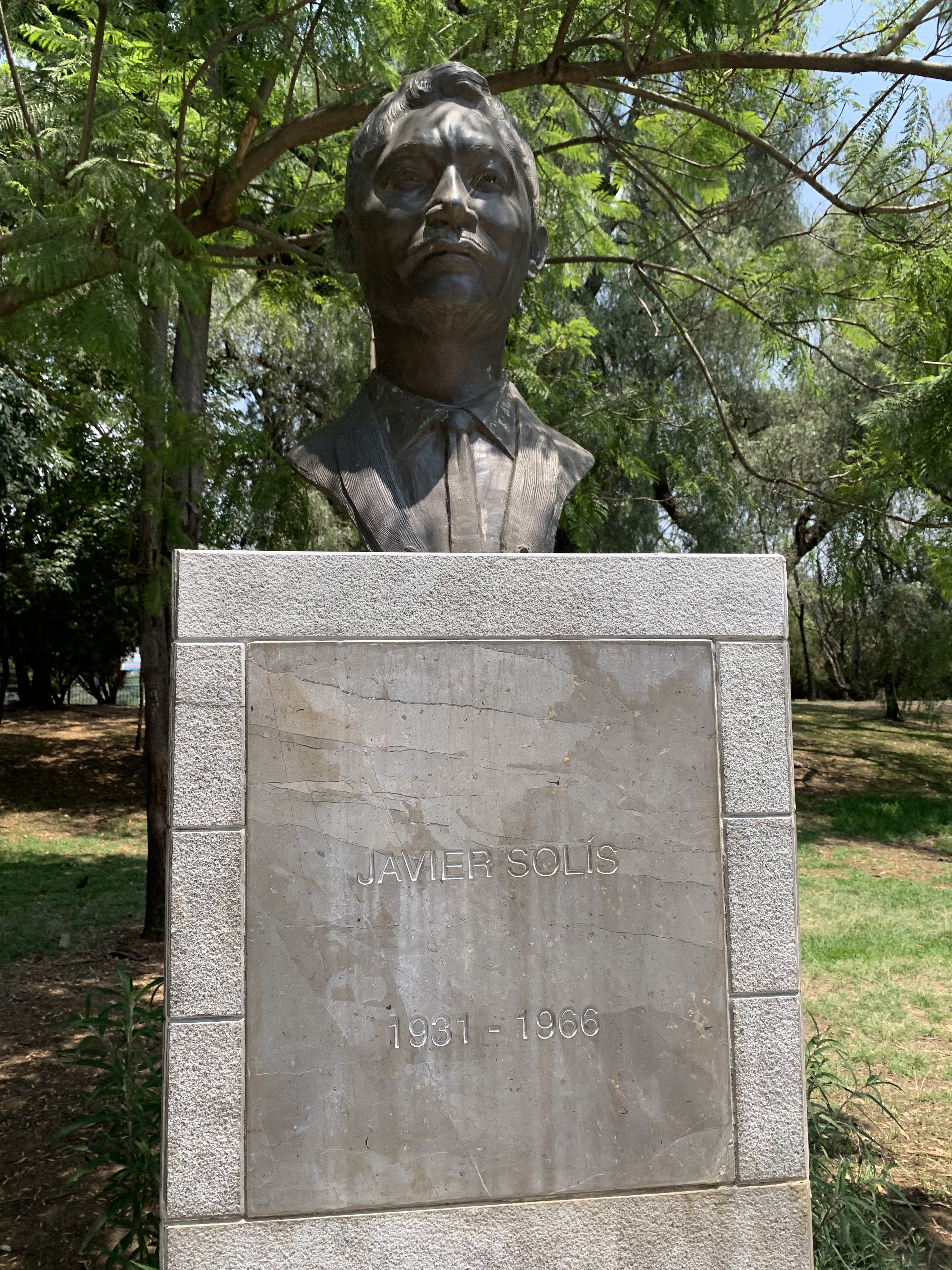
Javier Solís
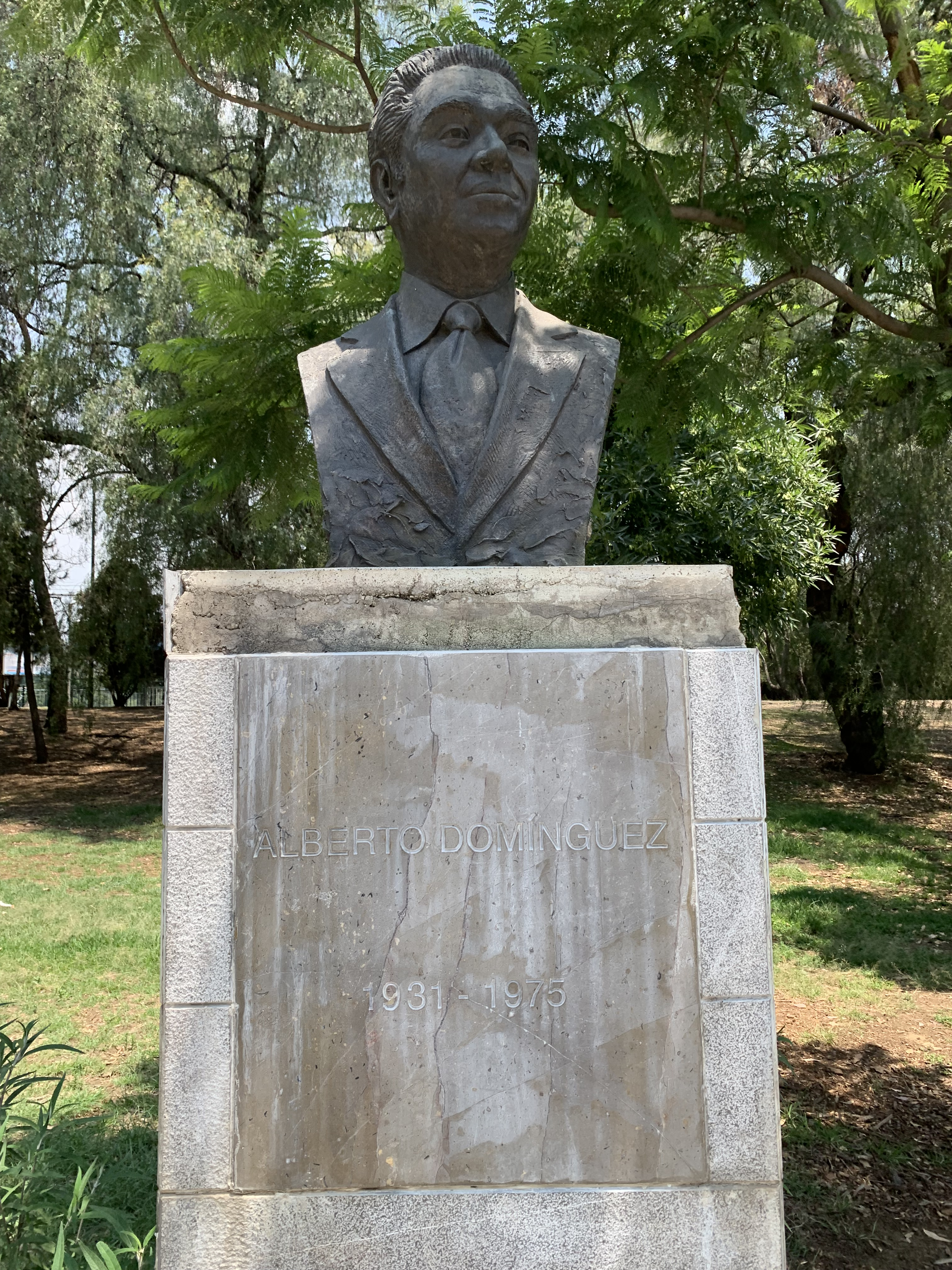
Alberto Domínguez
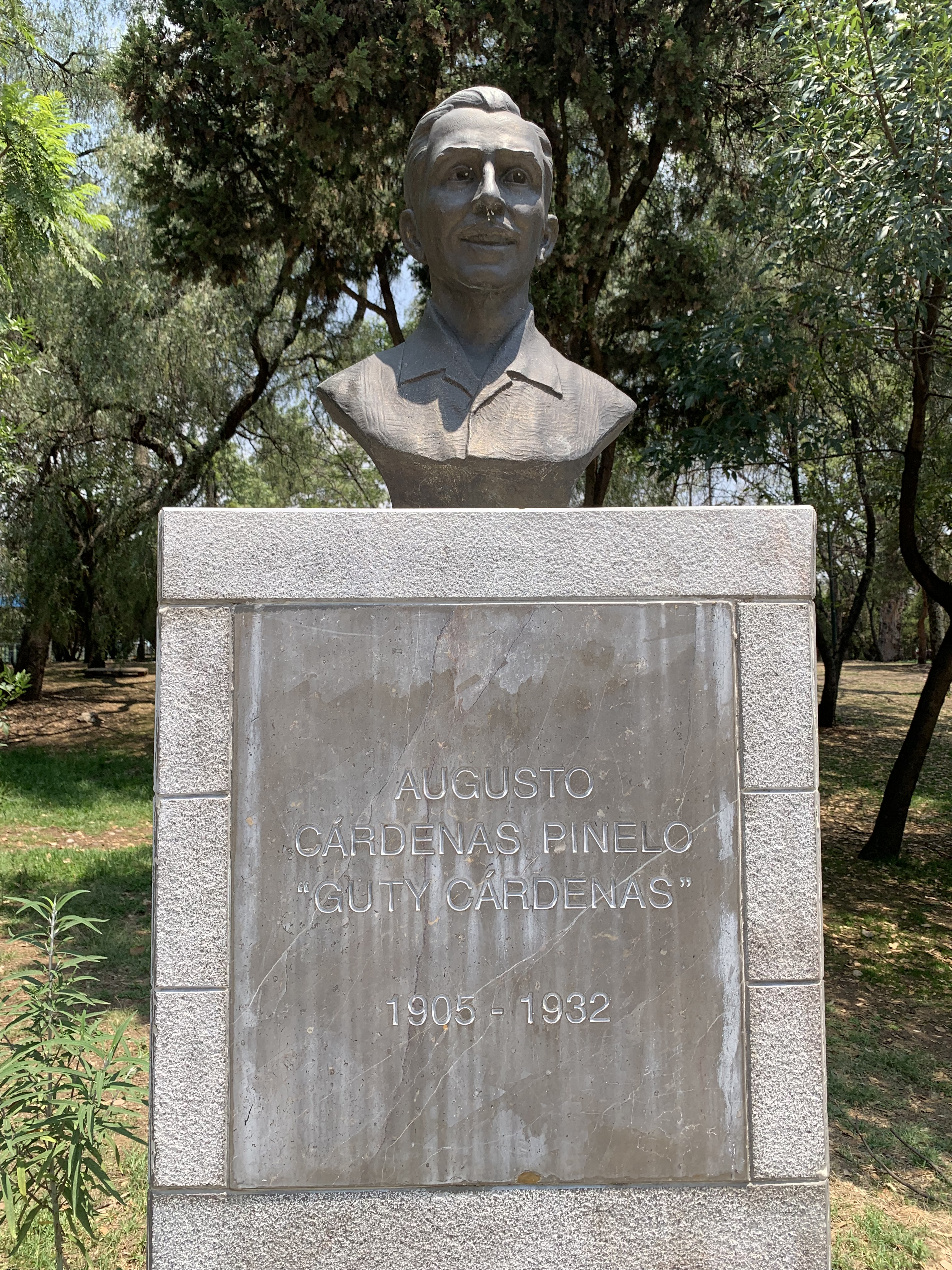
Augusto Cárdenas Pinelo "Guty Cárdenas"
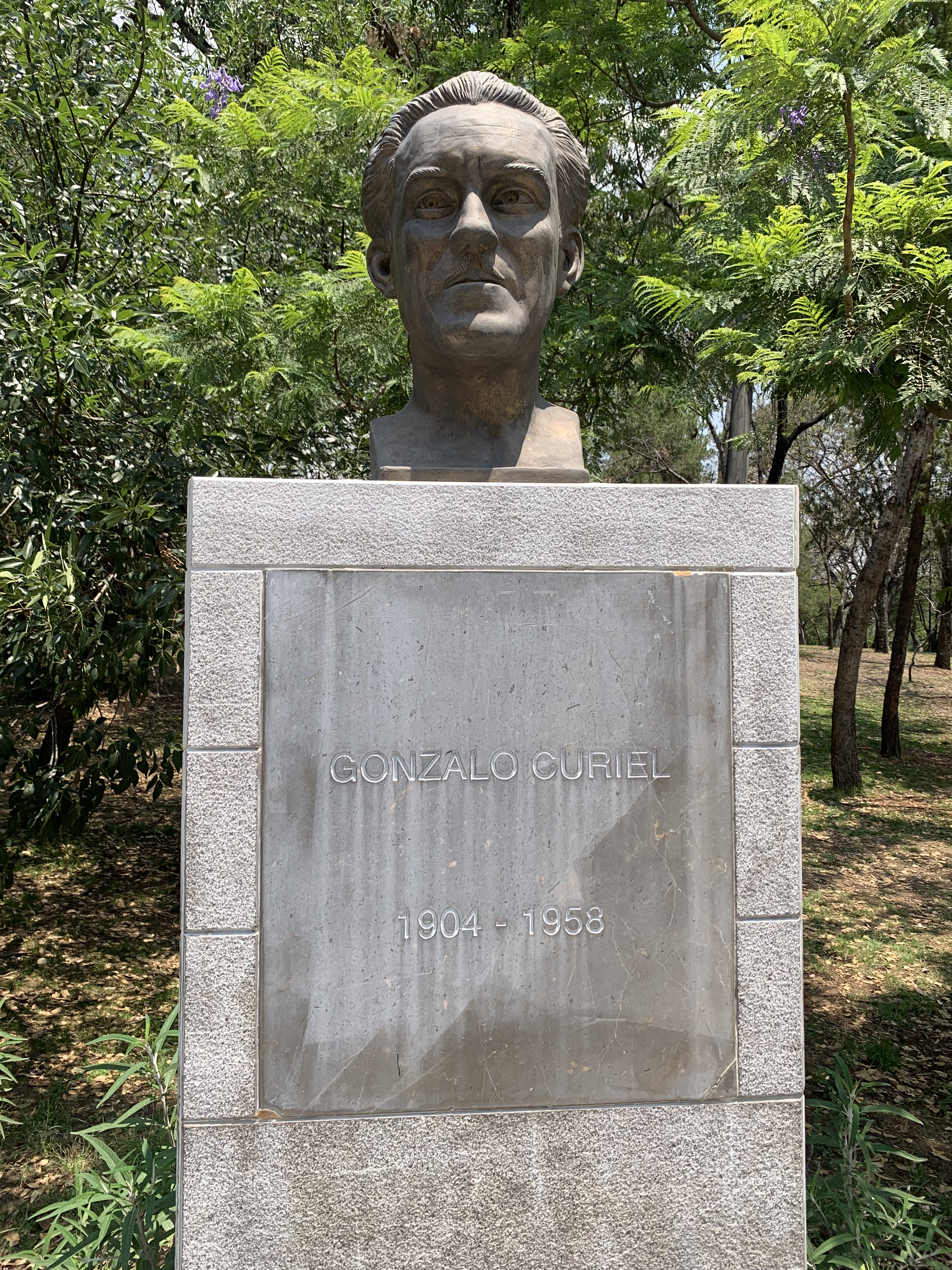
Gonzalo Curiel
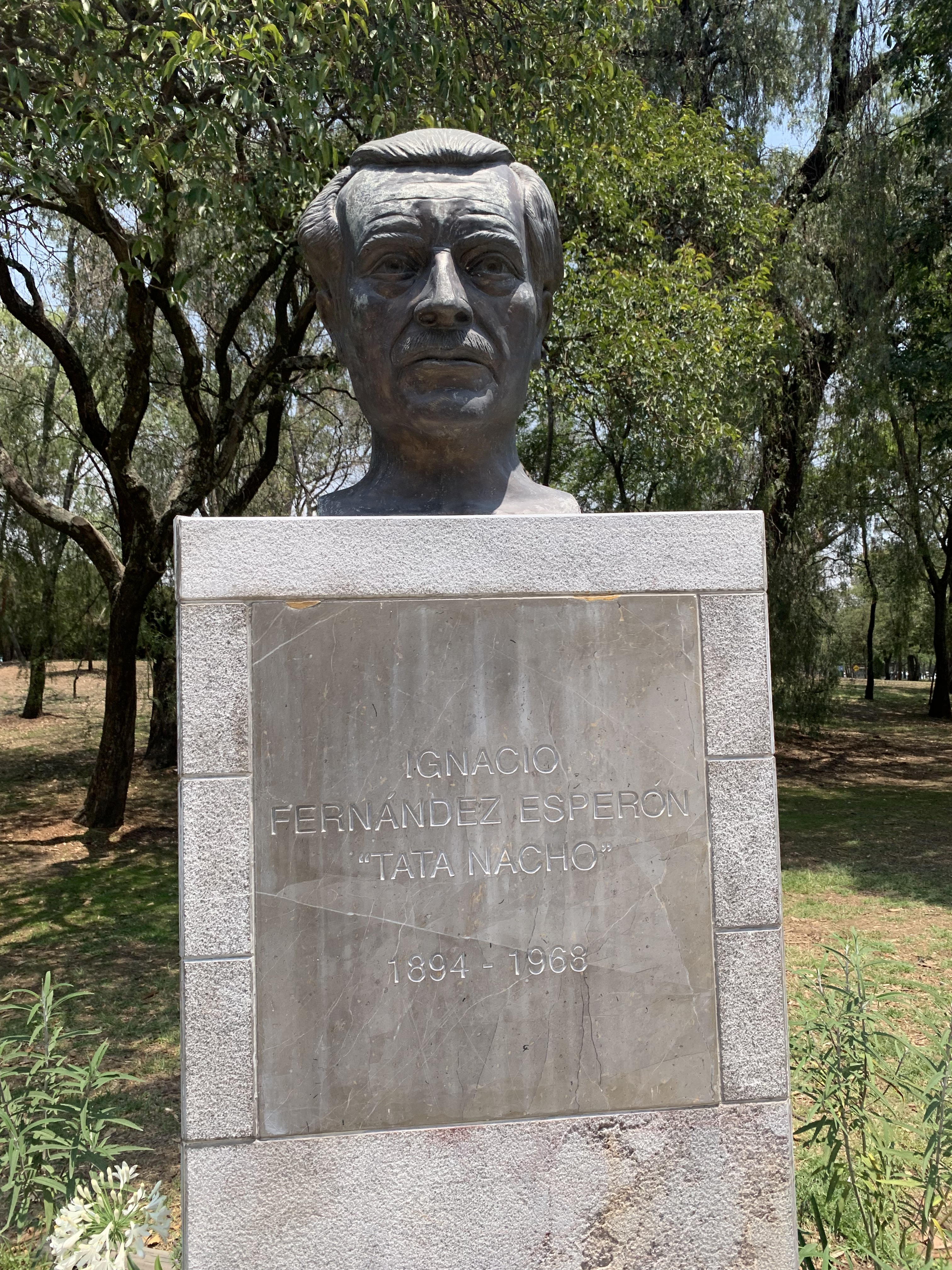
Ignacio Fernández Esperón "Tata Nacho"
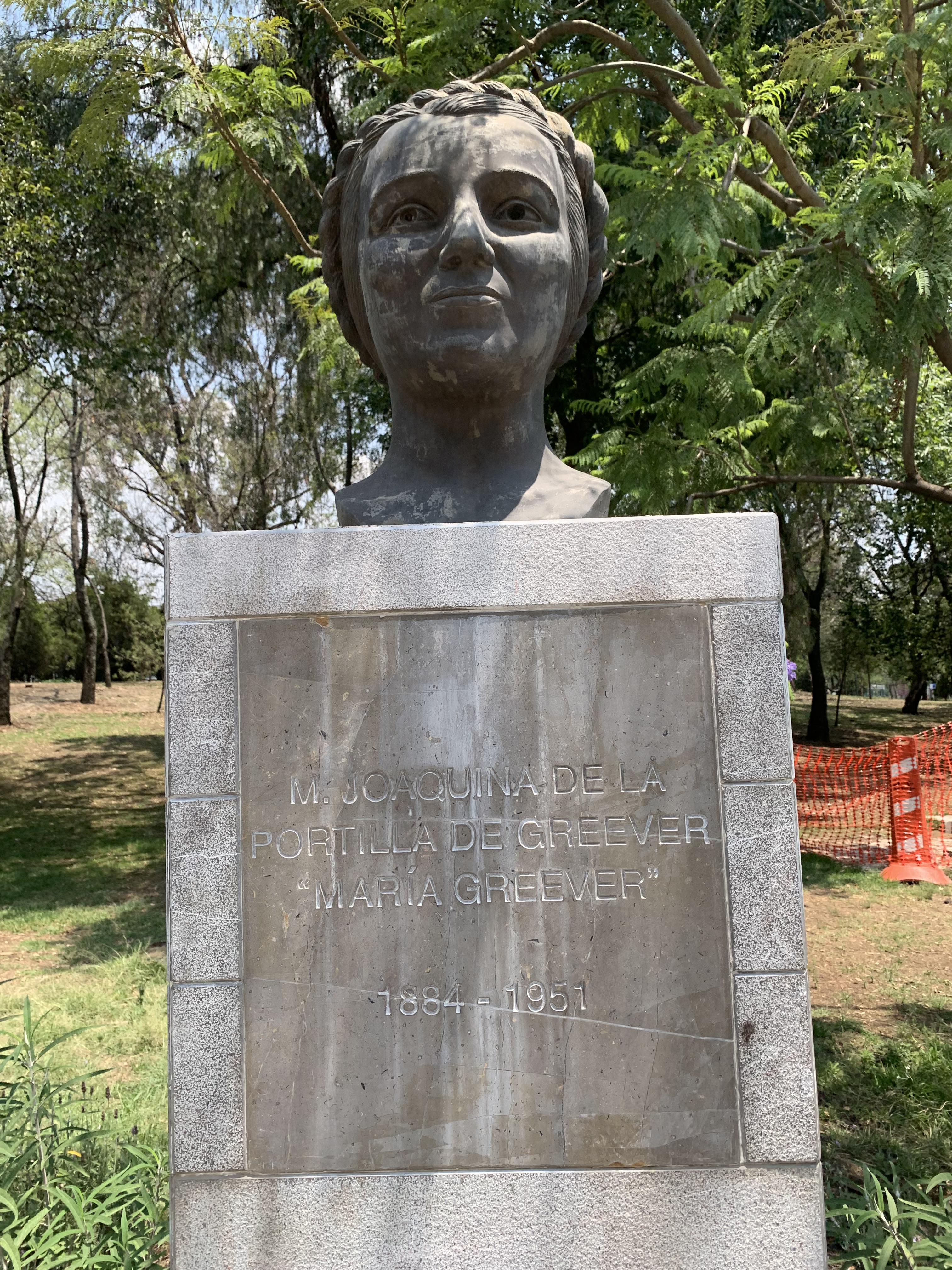
María Grever
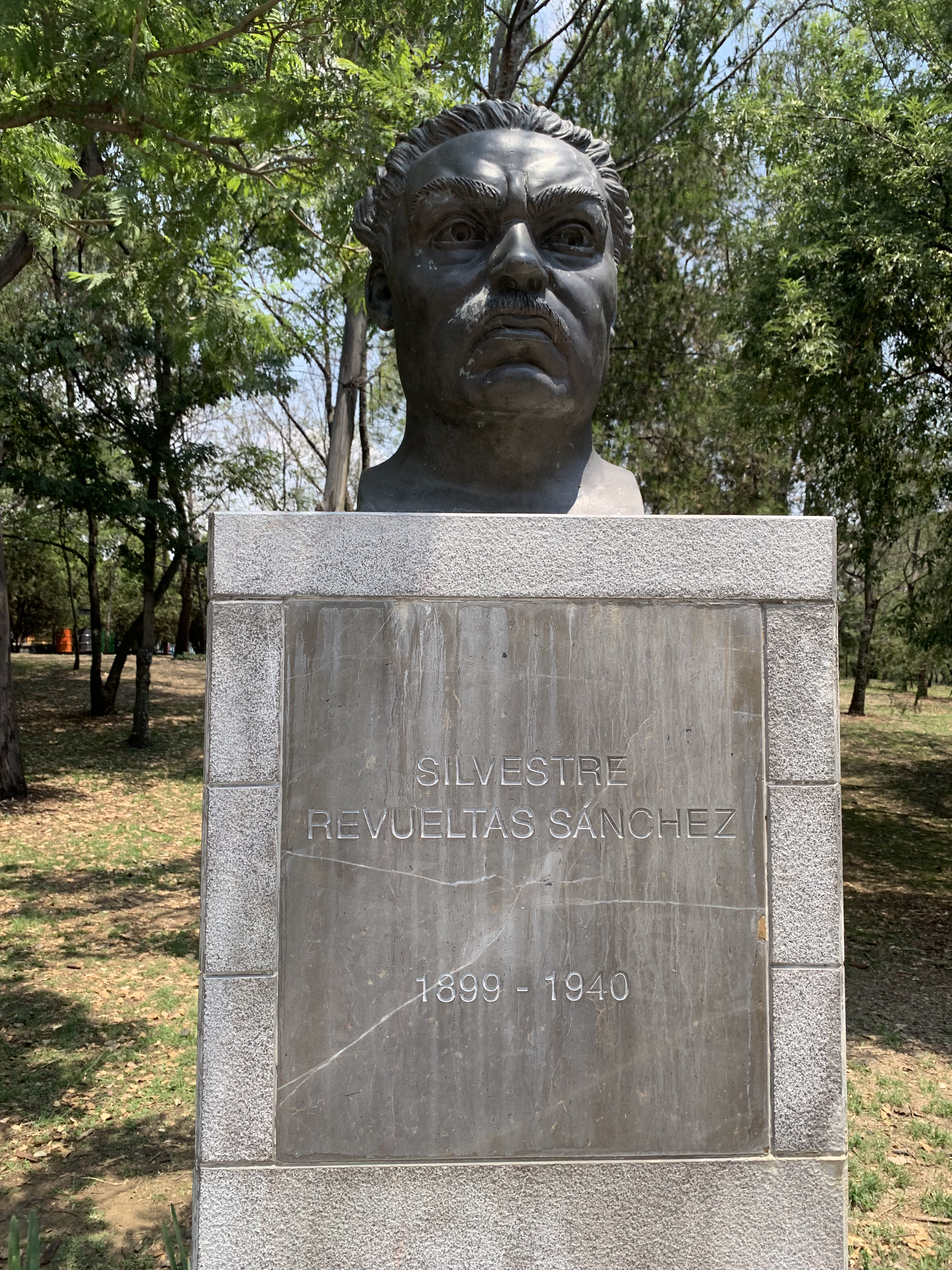
Silvestre Revueltas Sánchez
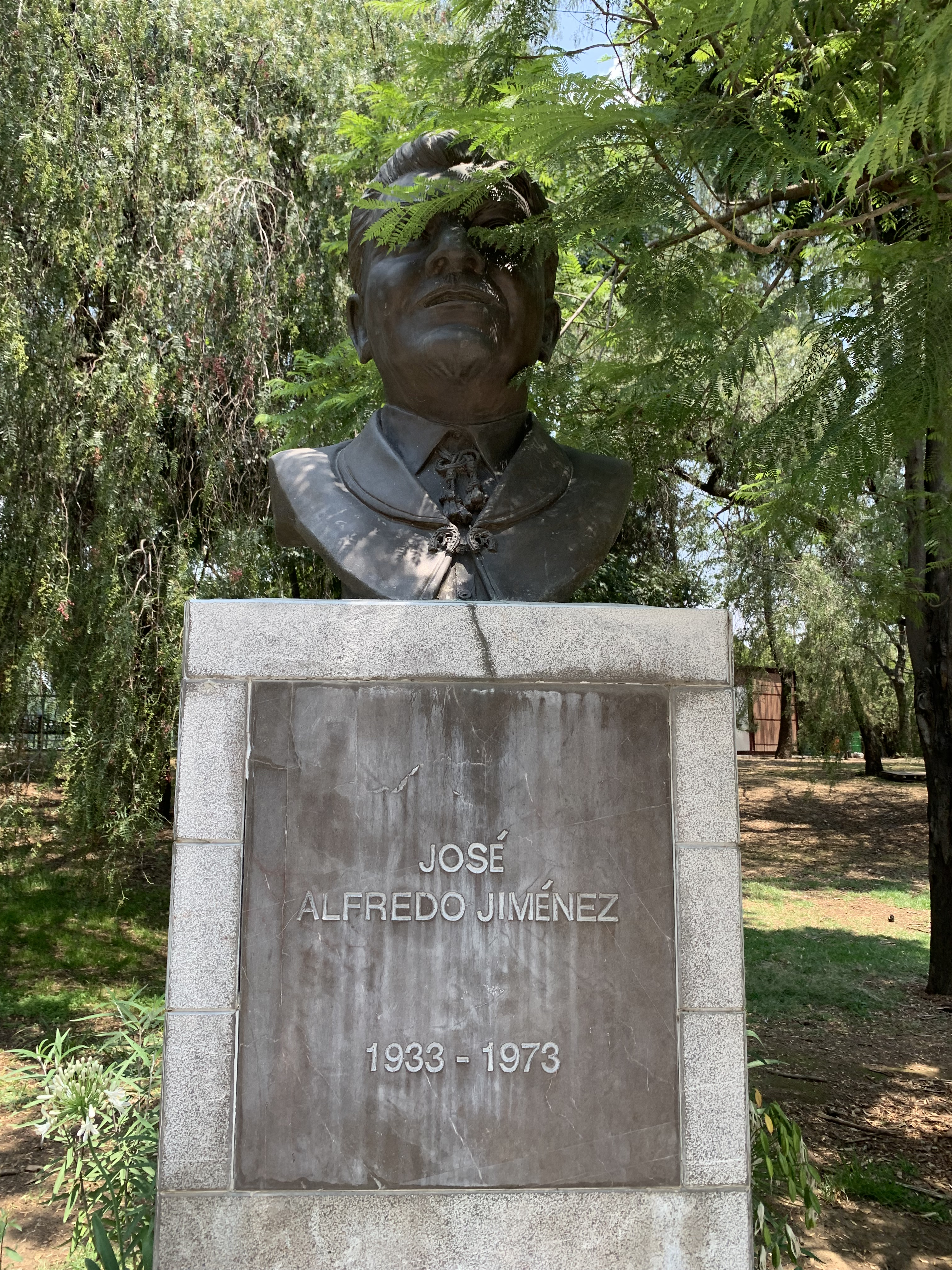
José Alfredo Jiménez
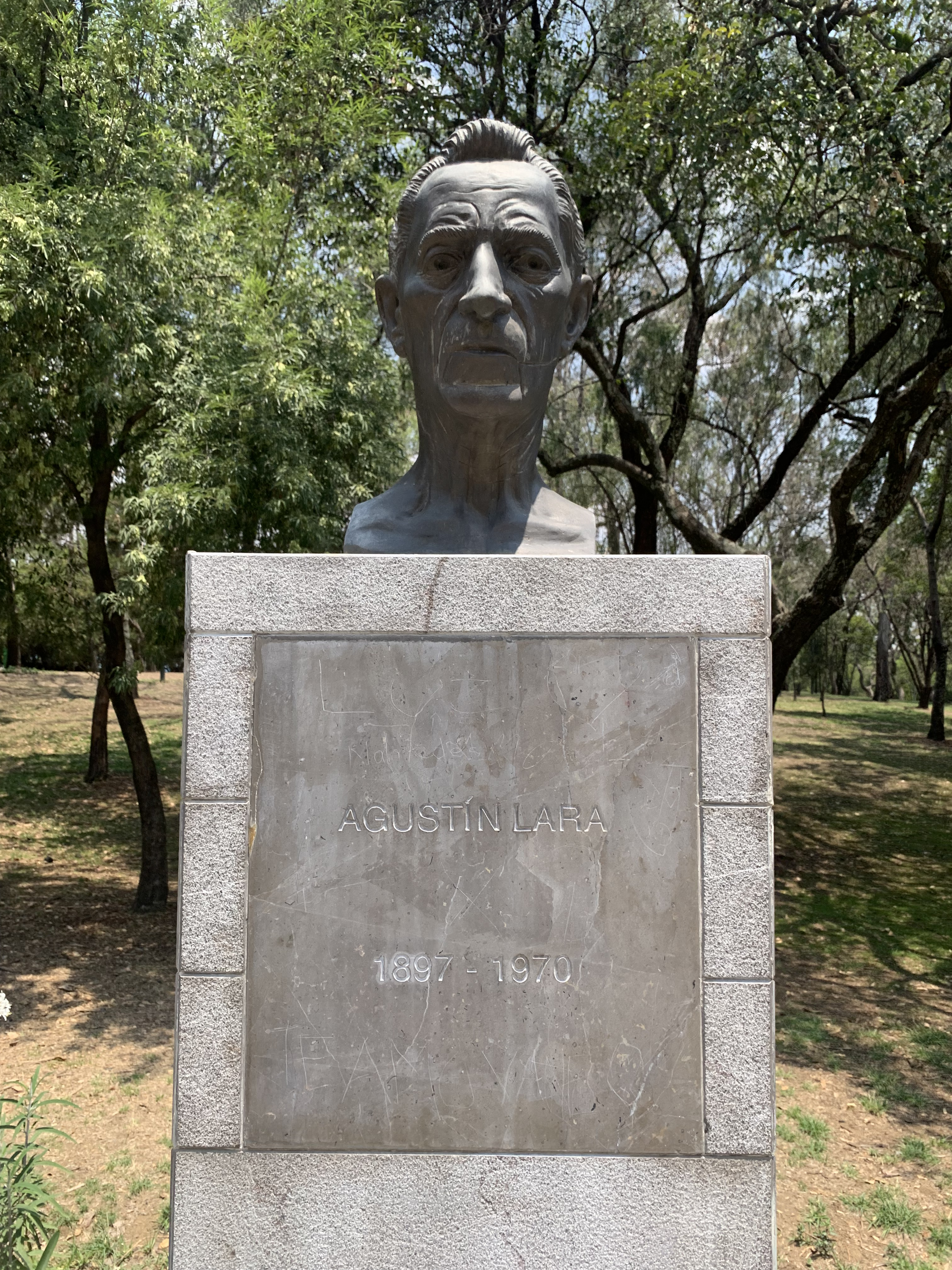
Agustín Lara
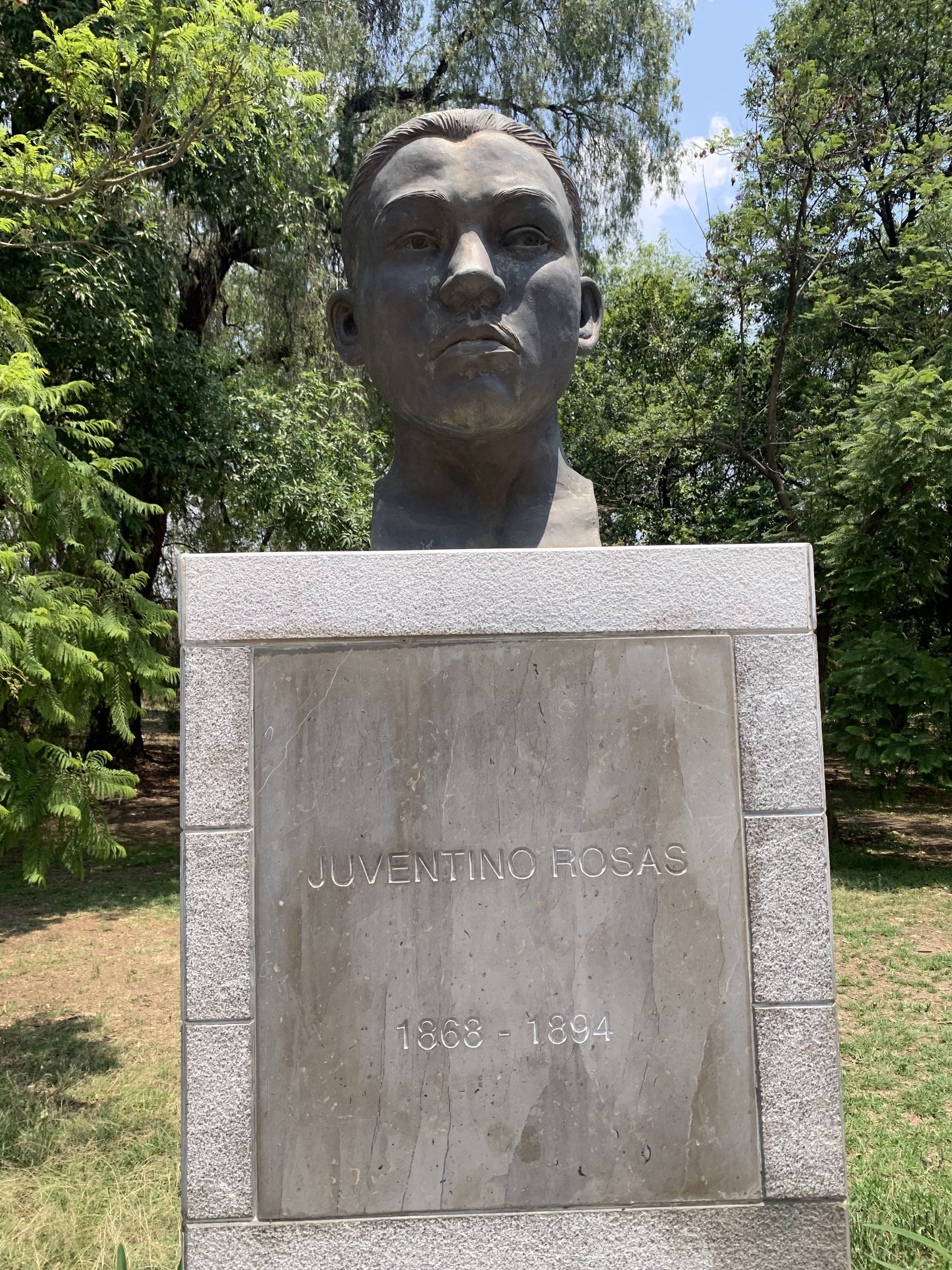
Juventino Rosas

#### Parques
- Aztlán Parque Urbano
- Skatepark Constituyentes
- Parque Rosario Castellanos
- Pista de Corredores "El Sope"

#### Restaurantes
- LagoAlgo
- Del Bosque Restaurante
- Bistró Chapultepec
- City Café Chapultepec
- El Nido de las Ninfas

### Tercera Sección

#### Centros Culturales
- Parque de Cultura Urbana (PARCUR)
- Federación Mexicana de Jardinería y Arreglos Florales
- Centro Hípico de la Ciudad de México
- Lienzo Charro de Constituyentes
- Mirador de Dolores

#### Otros Espacios
- Serpientes y Escaleras
- Vaso Regulador Dolores

### Cuarta Sección
- Bodega Nacional de Arte
- Cineteca Nacional Chapultepec
- Ermita Vasco de Quiroga
- Ex Fábrica de Pólvora

#### Parques
- Parque Polvorines
- Manantiales de Santa Fe

## Espacios desaparecidos de Chapultepec
| Lugar                              | Descripción | Coordenadas de localización |
| Parque Acuático "Atlantis"         | En 1979, Atlantis abrió sus puertas a jóvenes y adultos con atracciones nunca antes vistas en la Ciudad de México, como espectáculos con lobos marinos, delfines y aves entrenadas. Este lugar contaba con a delfines, focas, osos marinos y un acuario. En su época de apogeo, llegó a recibir más de 3500 personas por día. En 2007, después de afrontar problemas económicos y con el pretexto de una remodelación, el parque cerraría sus puertas. En 2012, debido a denuncias vecinales y presión mediática, la Procuraduría Federal de Protección del Medio Ambiente abrió una carpeta de investigación para determinar la condición de los animales que permanecieron en las instalaciones tras el cierre del parque. Al determinar que las condiciones del espacio no eran las adecuadas para el bienestar de los animales, estos fueron trasladados a distintos recintos en los estados de Jalisco y Guanajuato. En 2022, se inauguraría el Parque de Cultura Urbana (PARCUR), el cual reutilizaría la infraestructura de Atlantis para la creación de un skatepark. | 19.399904,-99.218347        |
| Parque Acuático "El Rollo"         | Inaugurado en 1979 bajo el nombre de “Aguas Salvajes”, fue el primer parque acuático de la Ciudad de México con un sistema de motores hidráulicos que formaban olas en una alberca con la capacidad de recibir 3,500 personas. En los ochenta tuvo gran éxito entre quienes sin ir lejos de casa podían nadar en un lugar público. Al igual que Atlantis, operaba por una concesión otorgada por el gobierno del distrito federal. En 2007 cerró bajo el pretexto de una remodelación. En 2017, el gobierno del Distrito Federal presentó un proyecto para la recuperación de ese espacio. Sin embargo, vecinos de la colonia Lomas de Virreyes se opusieron acusando que promovía la privatización de los espacios públicos. En 2022, pasaría a convertirse en parte del Parque de Cultura Urbana (PARCUR). | 19.400030,-99.217329        |
| ---------------------------------- | --- | --------------------------- |
| Ferrocaril Escénico de Chapultepec | Inaugurado en 1964 por el presidente Adolfo López Mateos, formó parte de los espacios incluidos dentro del proyecto de la Segunda Sección. Al igual que el Museo de Historia Natural, la estación y talleres de mantenimiento son obras del arquitecto Leónides Guadarrama, encargado del proyecto del "Nuevo Chapultepec. Para 1973, contaba con una locomotora diesel-eléctrica con diez vagones de pasajeros, la cual podía transportar hasta 80 adultos y 120 niños. El trenecito dejaría de operar en 2006 debido a la falta de presupuesto y al alto costo de operación. A mediado de la década de los 2010, el taller de mantenimiento de los trenes fue convertido en la galería Espacio CDMX, con apoyo de la promotora Design Week. A pesar de que se han anunciado varios proyectos para su recuperación, ninguno se ha concretado. | 19.413182,-99.204798        |
| Parque Temático México Mágico      | Ubicado en el centro de la Segunda Sección, este espacio contaba una sección de maquetas a escala de diversos monumentos del país, un espacio de animatrónicos llamado "Planeta Azul", un globo aerostático, así como un perro y una mujer gigantes cuyo objetivo era mostrar el funcionamiento del cuerpo humano. La crisis económica del 2008 obligaría el cierre temporal del parque, siendo anunciado como un cierre temporal por remodelación. En 2010, un incendio consumiría la estructura del perro gigante, lo que conllevaría a que el gobierno del Distrito Federal retirará la concesión del espacio. Hasta 2021, el espacio fue ocupado como un estacionamiento, hasta la construcción del Centro de Cultura Ambiental Chapultepec. | 19.411253,-99.198202        |
| Centro de Convivencia Infantil     | Fue inaugurado el 28 de septiembre de 1970 y se encontraba ubicado sobre Paseo de la Reforma, dentro de la Primera Sección. Contaba atracciones como un King Kong mecatrónico, una biciescuela Vial, un teatro y un pequeño zoológico. Lamentablemente fue cerrado en septiembre de 2005, esto debido a la falta de presupuesto. Actualmente, en este espacio se encuentra en Jardín Botánico del Bosque de Chapultepec. | 19.423698,-99.182207        |